# Ibbenbüren
Die frühere Bergbaustadt Ibbenbüren (plattdeutsch Ippenbürn) ist eine Mittelstadt und die größte Stadt im westfälischen Tecklenburger Land. Sie ist nach Rheine die zweitgrößte Stadt im Kreis Steinfurt in Nordrhein-Westfalen. Ibbenbüren erlangte überregionale Bekanntheit durch seinen ehemaligen Steinkohlenbergbau und als früherer Standort eines Kraftwerks.

## Geographie
Die Stadt, die von der Ibbenbürener Aa durchflossen wird, liegt am Nordwestende des Teutoburger Walds zwischen Rheine im Westen und Osnabrück im Osten, die jeweils etwa 20 Kilometer entfernt sind. Im Norden von Ibbenbüren liegt die Ibbenbürener Bergplatte mit dem Schaf- und Dickenberg, von dem bis 1859 die Plane durch die Innenstadt von Ibbenbüren floss. Die mittlere Höhenlage beträgt 70 m ü. NHN.

### Stadtgliederung
Ibbenbüren gliedert sich in neun Stadtteile, sortiert nach Einwohnerzahl (Stand: 30. September 2023) sind dies:

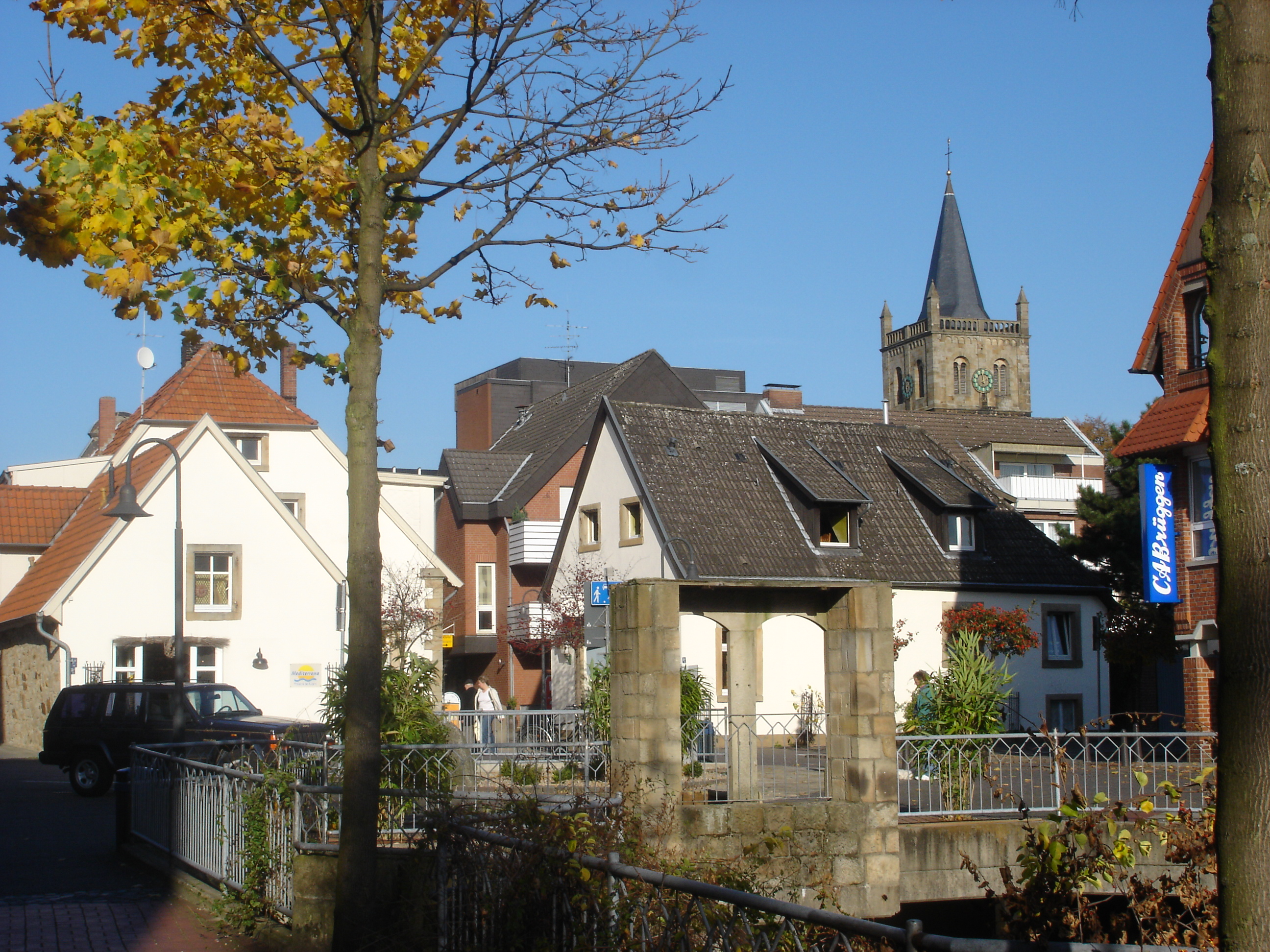
Teil der Innenstadt mit dem Alten Posthof und dem Turm der Christuskirche im Hintergrund

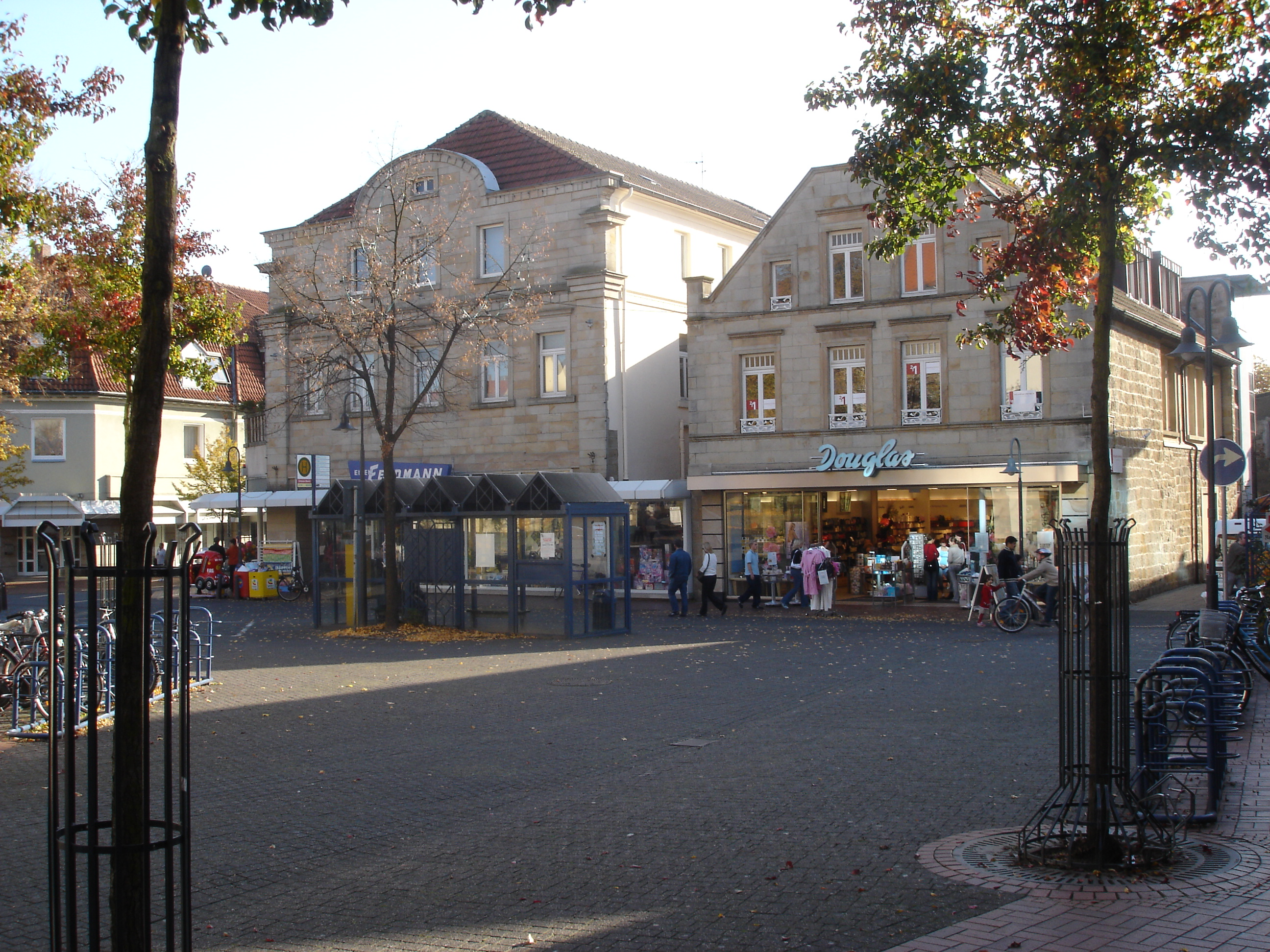
Der „Untere Markt“ in Ibbenbüren

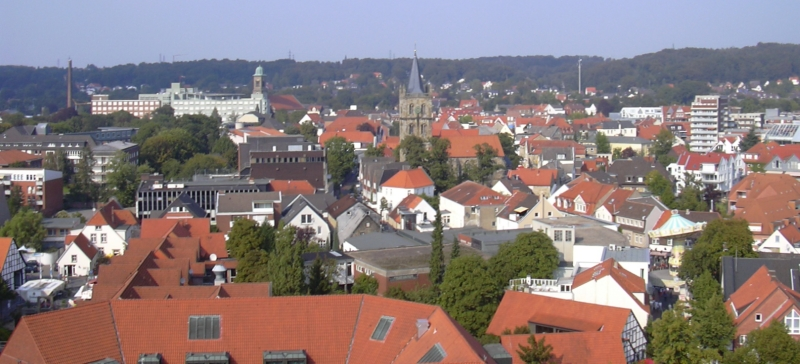
Panorama mit Mauritiuskirche (Bildhintergrund links) und Christuskirche (Bildmitte)

Stadtentwicklung von 1842 bis 2015

| Stadtteil               | Einwohner | Veränderung (seit 30. Juni 2023) |
| ----------------------- | --------- | -------------------------------- |
| Innenstadt              | 24.737    | + 78                             |
| Laggenbeck / Osterledde | 9.588     | + 56                             |
| Püsselbüren             | 5.032     | + 155                            |
| Bockraden               | 4.695     | - 11                             |
| Alstedde / Schafberg    | 4.181     | + 408                            |
| Dickenberg              | 3.274     | + 6                              |
| Dörenthe                | 1.485     | − 7                              |
| Lehen / Schierloh       | 1.344     | − 5                              |
| Uffeln                  | 760       | - 4                              |

### Nachbargemeinden
Das Stadtgebiet grenzt an insgesamt sieben Städte und Gemeinden. Dabei ist Ibbenbüren fast ausschließlich von Kommunen des Tecklenburger Landes umgeben. Bereits im Münsterland gelegen ist die Gemeinde Saerbeck im Südwesten.
| Hopsten 14 km  | Recke 10 km                                 | Mettingen 6 km      |
| Hörstel 9 km   | Kompassrose, die auf Nachbargemeinden zeigt | Westerkappeln 12 km |
| Saerbeck 13 km | Tecklenburg 12 km                           |                     |

### Stadtentwicklung

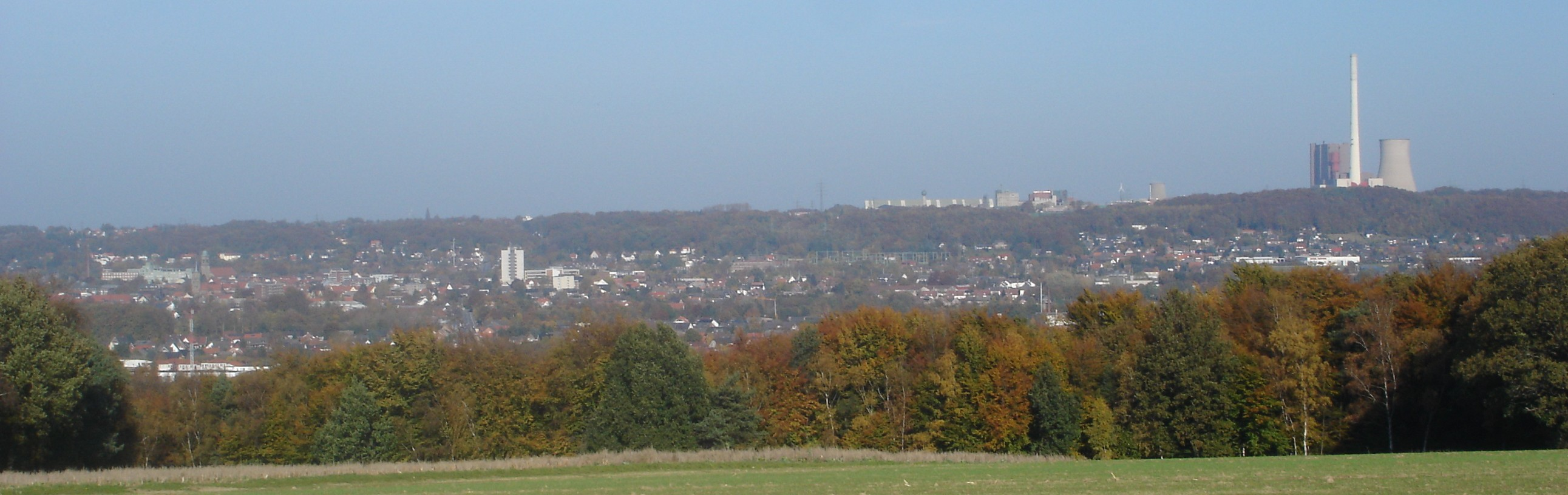
Panoramasicht auf das Stadtzentrum von Ibbenbüren vom Dörenther Berg aus, im Hintergrund auf dem Schafberg die Bergwerksanlagen sowie das Kraftwerk Ibbenbüren

Mit dem kontinuierlichen Einwohnerwachstum in den letzten Jahrzehnten geht eine städtebauliche Ausdehnung Ibbenbürens einher. Dabei lassen sich zwei hauptsächliche Entwicklungsachsen ausmachen:
- Richtung Westen

Durch die dritte, neue Autobahnanschlussstelle auf Ibbenbürener Stadtgebiet in Schierloh und der Ausweisung eines neuen Gewerbegebiets soll die weitere Stadtentwicklung in Richtung Westen weiter vorangetrieben werden. Eine weitere Ausdehnung entsteht durch das Ausweisen neuer Wohngebiete in Richtung Püsselbüren.
- Richtung Osten/Süd-Osten

Aufgrund der Ausdehnung der Innenstadt in Richtung Osten und der gleichzeitigen Ausdehnung des Stadtteils Laggenbeck in Richtung Westen bewegt sich die Bebauung langsam aufeinander zu. Obgleich die offizielle Entfernung zwischen der Innenstadtgrenze und Laggenbeck auf den Verbindungsstraßen fünf Kilometer beträgt, ist sie unter städtebaulichen Aspekten bereits teilweise auf etwa zwei Kilometer gesunken.
Rechtlich ist Ibbenbüren nach § 4 Abs. 2 der Gemeindeordnung NRW (GO NRW) eine mittlere kreisangehörige Stadt. Nach der Reform der Gemeindeordnung 2007 (§ 4 Abs. 3 GO NRW) ist die Stadt befugt, den Status der großen kreisangehörigen Stadt beim Land zu beantragen. Dadurch würden weitere Befugnisse des Kreises auf die Stadt übertragen.

## Geschichte

### Herleitung des Stadtnamens
Das Grundwort -büren wird hergeleitet von niederdtsch. -büren, -bur(en) und kommt althochdeutsch als bur für „kleines Haus“ etc., mittelniederländ. buur für „Wohnung, Dorf“ vor.
Die Herkunft des Bestimmungswortes ist nicht eindeutig geklärt: So sieht Dieter Berger (Duden) darin einen Eigennamen, der etwa „die Häuser des Ibbo“ bedeuten soll. Auch Ernst Förstemann (Altdeutsches Namenbuch – Ortsnamen) betrachtet es als einen Personennamen des Stammes IB und führt die Rufnamen Ibba (Feldherr Theodorichs d. Großen) und Ibbon (Bischof von Tours) an. Nach Hermann Abels kann sich das Bestimmungswort ibben zum einen von ibe = beerentragender Baum, Eibe. herleiten; aus germ. -ihwa, vgl. althochdtsch. iwa, altnord. ýr, gall. iwos, lett. ive; die Eibe wurde als direkte Verbindung zur Erdgöttin betrachtet. Diese Ableitung beschreibt einen Ort für Jagdzauber. Zum anderen ist die Bedeutung ibe/iwe = Bogen möglich; mittelhochdeutsch iwe = Bogen, schwäb. aib = Armbrust. Bogen wurde seit der Steinzeit aus Eibenholz gefertigt. Hier wird ein Versammlungsort in Kreisform beschrieben.

### Mittelalter
Ibbenbüren wurde erstmals am 14. April 1146 urkundlich erwähnt, als der damalige Bischof von Osnabrück, Philipp von Katzenelnbogen, dem Osnabrücker Gertrudenkloster einen Teil der Steuereinnahmen aus Ibbenbüren („der Zehnt der Menschen in den Hütten in Hibbenburen“) schenkte. Obwohl Ibbenbüren bereits viel älter ist und eine Urkunde aus dem Jahre 1348 die Gründung einer Kirche bereits im Jahre 799 belegt, gilt 1146 offiziell als Gründungsjahr Ibbenbürens. In den Jahren 1219 beziehungsweise 1234 erscheint es als Kirchdorf. In diesem Übergang vom Hochmittelalter zum Spätmittelalter besaßen die Edelherren von Ibbenbüren, die Äbtissin von Herford und die Grafen von Tecklenburg Grundherrschaften im Ort. Zu dieser Zeit gehörte Ibbenbüren zur Diözese Osnabrück. Der Stammsitz des Geschlechts wurde nur einmal im Jahr 1189 in den Schriftquellen erwähnt. Seine Reste sind wahrscheinlich in der Ruine des Heidenturms in der Nähe des Ibbenbürener Aasees zu suchen.
Nach dem Aussterben der Edelherren von Ibbenbüren geriet der Ort unter die alleinige Herrschaft der Grafen von Tecklenburg. Diese Herrschaft dauerte bis zum Ende des 15. Jahrhunderts.

### Frühe Neuzeit
Im Jahr 1493 wurde Ibbenbüren mit der Grafschaft Lingen von der Grafschaft Tecklenburg abgespalten. Graf Konrad von Tecklenburg-Schwerin konnte zwar im Jahr 1541 die beiden Grafschaften wieder vereinigen. Ibbenbüren fiel allerdings im Jahr 1548 durch ungeschicktes und glückloses Taktieren des Grafen von Tecklenburg mit der Grafschaft Lingen endgültig in den Besitz Kaiser Karls V., der es seiner Schwester Maria, der Statthalterin der Niederlande schenkte. In diesen Zeitraum fällt auch der Beginn der Steinkohleförderung in Ibbenbüren.
Ibbenbüren, das im Achtzigjährigen Krieg bei mehrfachem Wechsel unter die Kontrolle der Niederlande und Spaniens geriet, kam 1648 nach dem Westfälischen Frieden zum Hause Oranien. Im Holländischen Krieg eroberte das Hochstift Münster 1672 die Obergrafschaft Lingen, musste diese jedoch 1674 wieder den Oraniern überlassen. Infolgedessen mussten die Katholiken ihre Kirche, die heutige Christuskirche, der evangelischen Gemeinde abtreten. Mit Wirkung vom 6. März 1675 verboten die Oranier als Landesherrn, katholische Gottesdienste zu feiern.
Im 17. Jahrhundert begann auch der Abbau von Eisenerz in und um Ibbenbüren, dessen Förderung bis in die erste Hälfte des 20. Jahrhunderts andauern sollte. Im Rahmen der Erbfolge kam Ibbenbüren 1702 unter preußische Herrschaft. Am 1. Februar 1724 erlangte Ibbenbüren Stadtrechte, was unter anderem im Zusammenhang mit der Einführung der Akzise stand. Im Jahr 1743 wurde der erste Magistrat und Bürgermeister berufen.

### 19. Jahrhundert
In der Franzosenzeit zu Beginn des 19. Jahrhunderts gehörte Ibbenbüren zunächst zum Großherzogtum Berg (1806) und später zum Kaiserreich Frankreich (Departement der Oberen Ems). 1815 wurde die Stadt von preußischen und russischen Truppen eingenommen, am 1. Januar 1816 wieder unter preußische Herrschaft gestellt und dabei dem neu gegründeten Kreis Tecklenburg zugeordnet. In der zweiten Hälfte des 19. Jahrhunderts war eine Verlegung des Landratsamts nach Ibbenbüren (Werthmühle) im Gespräch. Ein befürwortender Beschluss des Landtags wurde aber wegen der Kriegsgeschehnisse 1870/71 nicht umgesetzt.

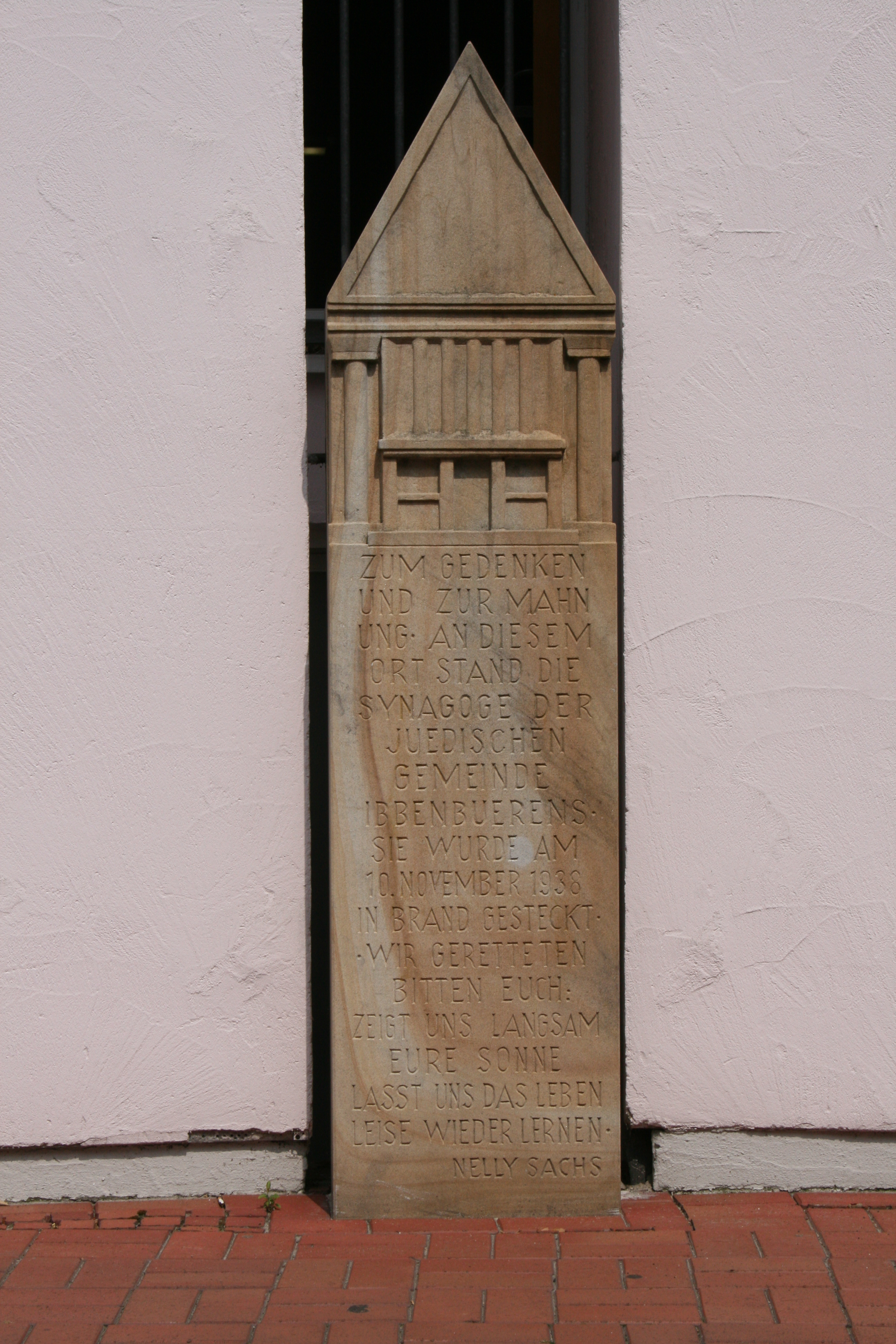
Mahnmal zum Gedenken an die ehemalige Synagoge

### 20. Jahrhundert
In der Zeit des Nationalsozialismus wurde die 1912/13 erbaute „Neue Synagoge“ bei den Novemberpogromen in der Nacht vom 9. zum 10. November 1938 demoliert und am nächsten Morgen angezündet. Im Zuge der „Arisierung“ ging das Grundstück später in den Besitz der Stadt Ibbenbüren über. 21 Ibbenbürener Juden nach der damaligen Definition wurden Opfer des Holocaust. Zum Gedenken an die ermordeten Ibbenbürener Juden wurden am 6. Oktober 2016, am 3. November 2017 und am 9. November 2018 insgesamt 41 Stolpersteine an sieben Orten verlegt.
Im Zweiten Weltkrieg war die Stadt und auch der Mittellandkanal mehrfach Ziel alliierter Bombenangriffe. Vom 1. bis zum 7. April 1945 gab es in Ibbenbüren Gefechte zwischen deutschen Truppen und der vom Rhein aus vorstoßenden britischen Armee. Ein bekannter regionaler Kriegsschauplatz liegt südlich zwischen Ibbenbüren und Riesenbeck. Diese sogenannte „Schlacht im Brumleytal“ wurde 2007 unter dem Namen „Leben und Sterben 45“ verfilmt.
Nach dem Ende des Zweiten Weltkriegs bildeten die Stadt Ibbenbüren und die Gemeinde Ibbenbüren-Land bis zum 31. Dezember 1974 den Amtsverband Ibbenbüren, der im Zuge der Gemeindereform in der heutigen Stadt Ibbenbüren aufging. Mit der gleichzeitigen Auflösung des Kreises Tecklenburg und Verschmelzung mit dem Altkreis Burgsteinfurt wurde Ibbenbüren am 1. Januar 1975 dem neu gegründeten Kreis Steinfurt zugeordnet. Am 19. November 1976 wurde Ibbenbüren durch die Eröffnung der Bundesautobahn 30 in Richtung Osnabrück an das Autobahnnetz angeschlossen.
Am 26. August 1981 kamen in der Steinkohlezeche der Preussag (heute RAG) bei einem Grubenunglück durch einen Gas-/Kohlenausbruch acht Bergleute ums Leben. Am 17. Juli 1986 gab Bürgermeister Heinz Unland die Unterführung der Bundesstraße 219 unter der Bahnstrecke Löhne–Rheine und den Straßenbrücken Breite Straße und Laggenbecker Straße frei. Dadurch entfiel der Bahnübergang an dieser Stelle, der häufiger zu Verkehrsproblemen geführt hatte.

### Einwohnerentwicklung
Einwohnerentwicklung der Stadt Ibbenbüren:
(Stand jeweils 31 Dezember)
| Jahr | Einwohner |
| ---- | --------- |
| 1985 | 42.456    |
| 1990 | 44.643    |
| 1995 | 47.421    |
| 2000 | 48.843    |
| 2005 | 51.010    |

| Jahr | Einwohner |
| ---- | --------- |
| 2009 | 51.477    |
| 2010 | 51.522    |
| 2011 | 50.644    |
| 2012 | 50.560    |
| 2013 | 50.438    |

| Jahr | Einwohner |
| ---- | --------- |
| 2014 | 50.665    |
| 2015 | 50.935    |
| 2017 | 52.037    |
| 2018 | 51.904    |
| 2019 | 51.822    |

| Jahr | Einwohner |
| ---- | --------- |
| 2020 | 53.850    |

## Religion

### Römisch-katholische Kirche

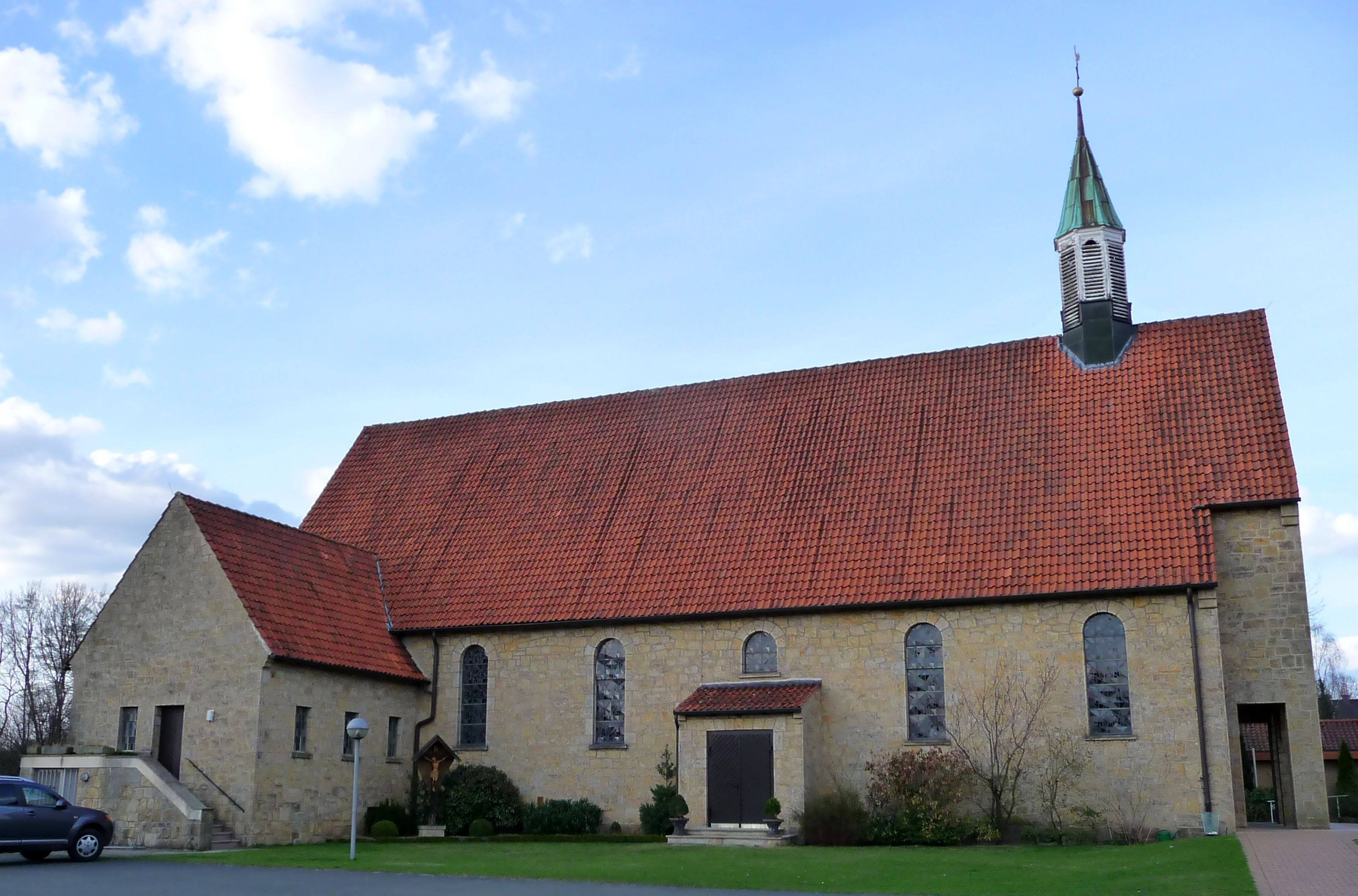
St. Modestus in Dörenthe

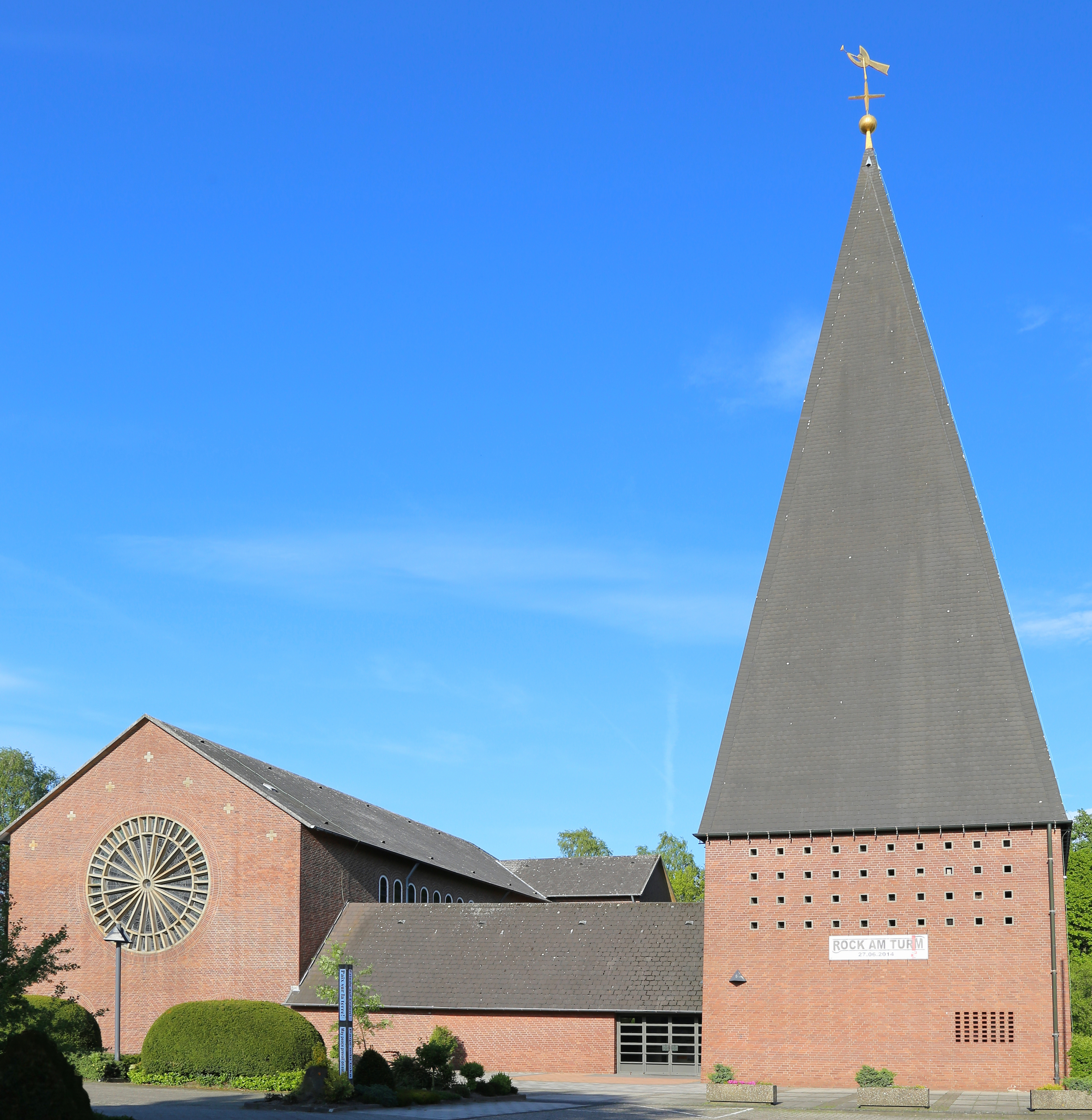
St. Michael in Bockraden

In Ibbenbüren befinden sich neun katholische Kirchen:
- St. Mauritius, Innenstadt
- St. Maria-Magdalena, Laggenbeck
- St. Ludwig, Innenstadt
- St. Johannes Bosco, Langewiese/Schierloh
- St. Modestus, Dörenthe
- St. Marien, Uffeln
- St. Barbara, Dickenberg
- St. Michael, Bockraden
- St. Herz-Jesu, Püsselbüren

Bis 2019 waren die Ibbenbürener Kirchen drei Pfarreien zugeordnet, die am 22. September 2019 zur Großpfarrei St. Mauritius mit rund 27.000 Katholiken fusioniert wurden. Zur Pfarrei St. Mauritius Ibbenbüren gehört auch die Kirche Ss. Peter und Paul in Tecklenburg-Brochterbeck.

### Evangelisch
- Christuskirche, Innenstadt
- Markuskirche, Dörenthe
- Johanneskirche, Laggenbeck
- Lukaskirche, Dickenberg
- Matthäuskirche, Bockraden

Geschlossene Kirchen
- Stephanuskirche, Püsselbüren

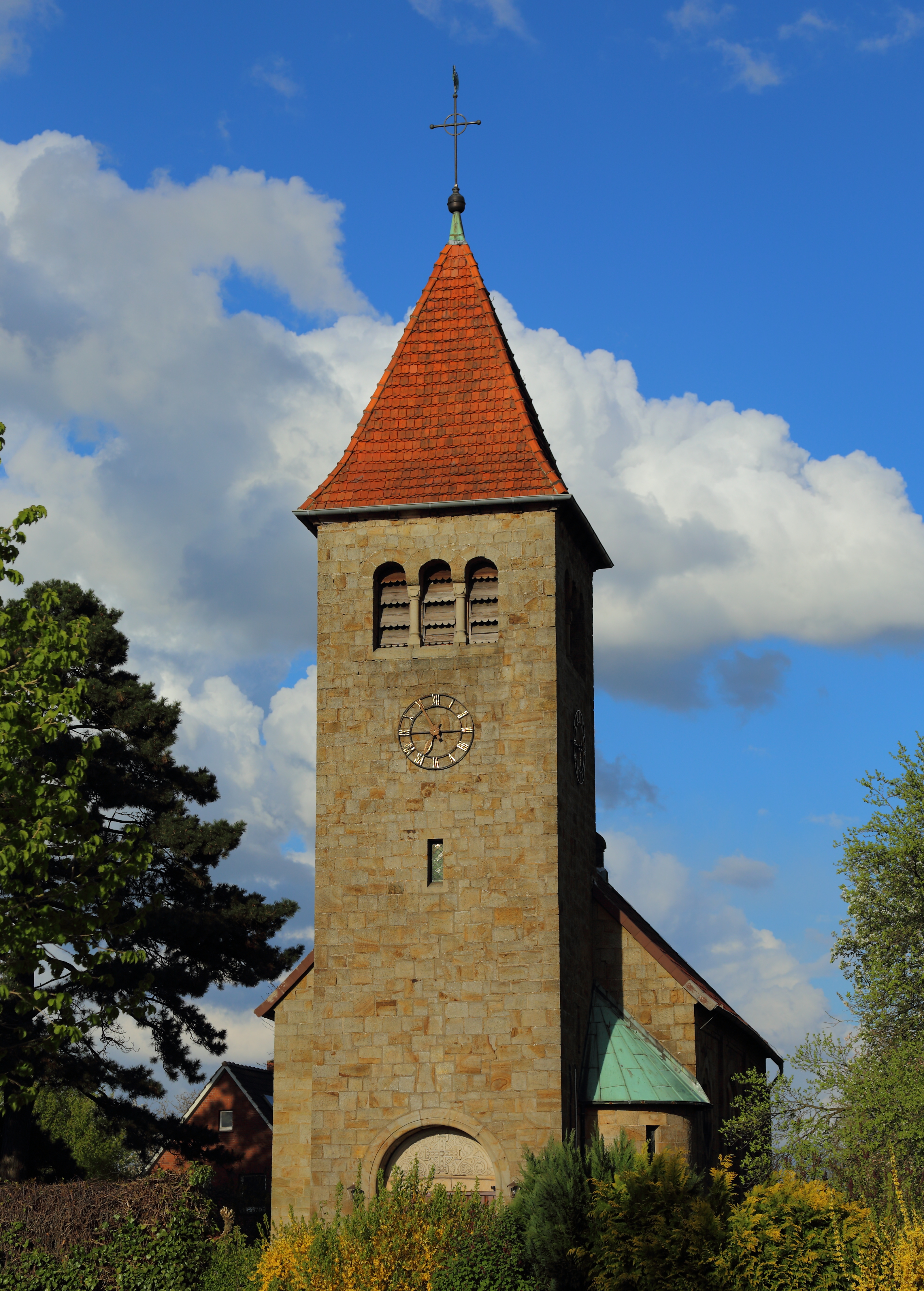
Johanneskirche in Laggenbeck

- Pauluskirche, Langewiese/Schierloh

### Weitere Religionsgemeinschaften
Christlich
- Freie Christengemeinde Ibbenbüren
- Thomas-Gemeinde Ibbenbüren
- Neuapostolische Gemeinde
- Zeugen Jehovas

Muslimisch

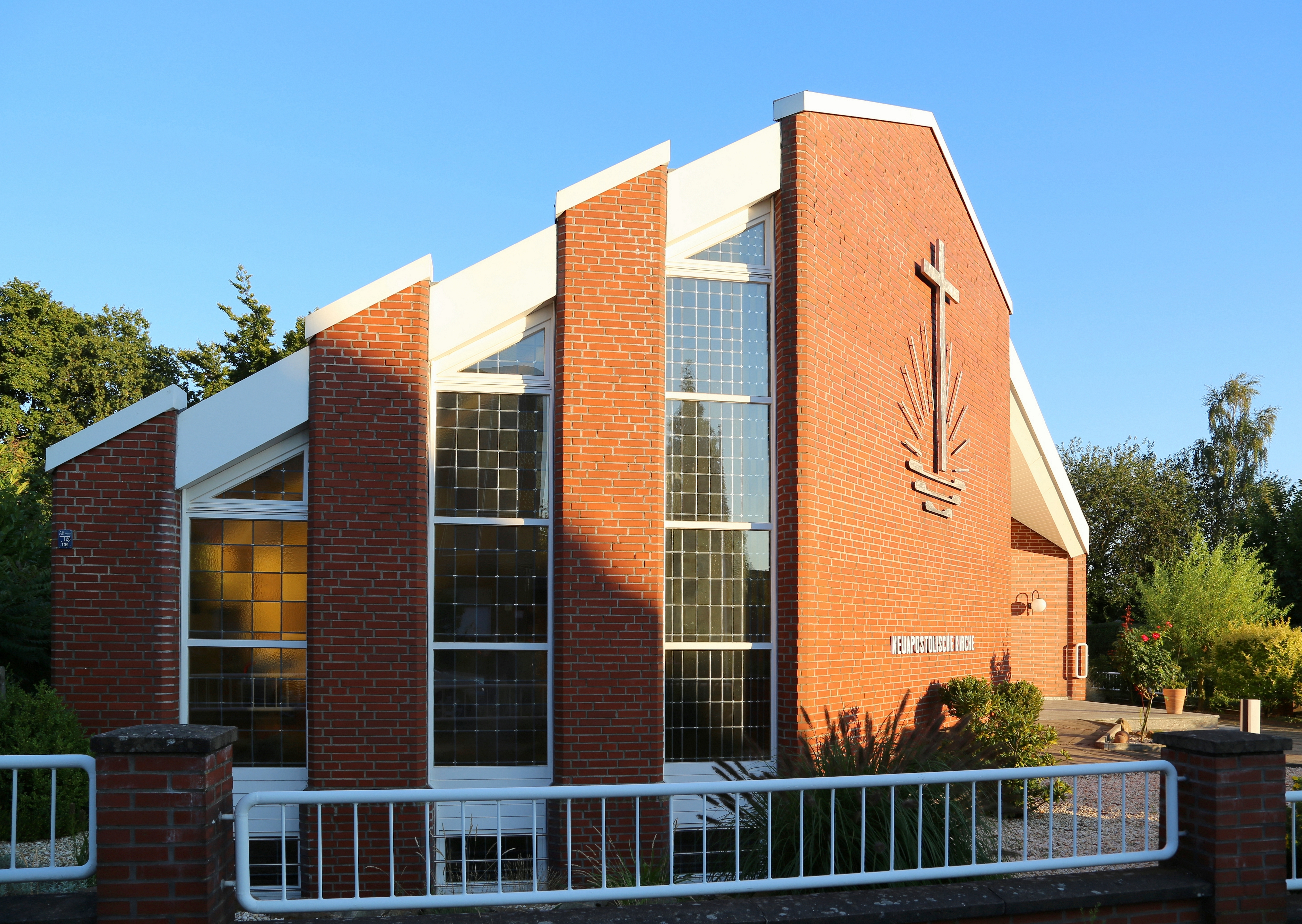
Neuapostolische Kirche in Ibbenbüren

- Muslimische Gemeinde Ibbenbüren e. V.
- DITIB-Diyanet – Türkisch-Islamischer Kulturverein e. V.
- VIKZ-Verband Islamischer Kulturzentren Ibbenbüren

### Konfessionsstatistik
Gemäß dem Zensus 2011 waren 53,3 % römisch-katholisch, 28,6 % der Einwohner evangelisch und 18,1 % waren konfessionslos, gehörten einer anderen Glaubensgemeinschaft an oder machten keine Angabe. Der Anteil der Protestanten und Katholiken an der Gesamtbevölkerung ist seitdem gesunken. Jahresende 2023 gehörte die Ibbenbürener Bevölkerung zu 41,4 % der römisch-katholischen Kirche, zu 23,5 % der evangelischen Landeskirche an und 35,1 % der Bevölkerung gehörten anderen oder keiner Glaubensgemeinschaft an.

## Politik

### Stadtrat
Verwaltet wird Ibbenbüren von einem Bürgermeister und einem Stadtrat bestehend aus 44 Sitzen. Nach der Kommunalwahl 2020 ergab sich folgende Zusammensetzung des Stadtrates:
| Partei                          | Sitze | Stimmen       |
| ------------------------------- | ----- | ------------- |
| SPD                             | 17    | 8950 (38,6 %) |
| CDU                             | 14    | 7460 (32,2 %) |
| IFI (Initiative für Ibbenbüren) | 3     | 1518 (6,5 %)  |
| Bündnis 90/Die Grünen           | 6     | 3410 (14,7 %) |
| Die Linke                       | 2     | 827 (3,6 %)   |
| FDP                             | 2     | 1022 (4,4 %)  |

### Bürgermeister
Bei den Kommunalwahlen 2015 wurde Marc Schrameyer (SPD)  mit 53,17 % der Stimmen zum Bürgermeister in Ibbenbüren gewählt und 2020 mit 61,07 % im Amt bestätigt. Sein Vorgänger Heinz Steingröver (SPD) war 2015 nicht erneut angetreten.

#### Ehemalige hauptamtliche Bürgermeister
- 2004–2015 Heinz Steingröver (SPD)
- 1999–2004 Otto Lohmann (parteilos, Kandidat der CDU)

#### Ehemalige ehrenamtliche Bürgermeister
- 1992–1999 Ewald Bolsmann (SPD); ab dem 4. Dezember 1996 auch hauptamtlich nach Abschaffung des Stadtdirektors[21]
- 1984–1992 Heinz Unland (SPD)
- 1975–1984 Albert Remke (CDU)
- 1. Jan. – 31. Mai 1975 Heinrich Merge (CDU)

#### Stadtbürgermeister der ehemaligen Stadt Ibbenbüren
Im ehemaligen Amt Ibbenbüren gab es bis 1975 die Stadt Ibbenbüren, der folgende Bürgermeister vorstanden:
- 1964–1974 Heinrich Eickelmann (CDU)
- 1961–1964 Franz Falke (CDU)
- 1952–1961 August Wiesmann (SPD)
- 1948–1952 Franz Remke (CDU)
- 1946–1948 Andreas Horstmann (Zentrumspartei)
- 1922–1945 Rudolf Müller
- 1921–1922 Mohrmann, NN.
- 1914–1921 Eickhoff, NN.
- 1900–1914 Eichstedt, Leopold von
- 1882–1900 Dittrich, Otto Emil Walther
- 1876–1882 Reinhard, NN.
- 1872–1876 Rinteln, NN.
- 1834–1871 Ohm, H.
- 1811–1834 Sporledder, Johan Friedrich
- 1806–1811 Rump, Moritz Adolph

### Politischer Schwerpunkt
Ibbenbürens Verbindung zur Energiewirtschaft führte schon früh zur Implementierung energetischer Aspekte im politischen Stadtleben. Lange bevor die Energie- und Klimadiskussion zu einem Hauptthema in der bundesdeutschen Öffentlichkeit wurde, begründete der Rat der Stadt schon 1979 einen Energieausschuss. Ein Controlling der Energiegebrauchssituation städtischer Einrichtungen begann Ende der 1980er Jahre und wurde Mitte der 1990er Jahre mit jährlichem städtischen Berichtswesen etabliert. Die Festlegung von Energiestandards im städtischen Grundstücksverkehr von Wohnbaugrundstücken wird ebenfalls seit Mitte der 1990er Jahre praktiziert. Energieeffizienz und eine verstärkte Nutzung von lokalen Energiepotenzialen der erneuerbaren Energien in Verbindung mit einem kommunalen energetischen Qualitätsmanagement sind heute politische Schwerpunkte, da gerade hier Signale für lokale Wirtschaftszweige und ihre sinnvolle Fortentwicklung gegeben werden können. Seit dem Ratsbeschluss vom 7. November 2007 unterwirft sich die Stadtverwaltung dem kommunalen energetischen Qualitätsmanagement, dem European Energy Award (eea) und wurde 2010 als eea-Kommune zertifiziert.

### Wappen
Blasonierung: „In Blau innerhalb eines goldenen Schildbordes ein aufrechter (gesenkter) goldener Anker.“ Die Stadtfarben sind Blau und Gold.
Wappenerklärung: Der älteste Nachweis des Wappens findet sich in einem Siegelabdruck aus dem Jahre 1778. Die Herkunft des Ankers ist noch nicht zweifelsfrei geklärt. Ein solcher findet sich aber auch in den Wappen einiger Nachbarorte. Möglich wäre, dass er auf das Wappen der Grafschaft Lingen zurückgeht. So führte das Gogericht der Grafschaft bereits im Jahre 1509 einen aufrecht stehenden Anker in seinem Wappen und auch die Grafschaft Tecklenburg, von der die Grafschaft Lingen abgetrennt wurde, führte zumindest seit 1475 einen Anker im Herrschaftswappen. Der Anker könnte dabei auf einen Ankerplatz oder eine Zollstation im Hafen der Stadt Lingen zurückgehen, nachdem die Grafen von Tecklenburg spätestens seit 1227 einen Oberhof sowie weitere Besitztümer und Rechte in der Stadt besaßen.

### Städtepartnerschaften
Ibbenbüren hat Städtepartnerschaften geschlossen mit
- Gourdon (Frankreich)
- Hellendoorn (Niederlande)
- Prievidza (Slowakei)
- Dessau-Roßlau (Deutschland)
- Jastrzębie-Zdrój (Polen)

## Wirtschaft und Infrastruktur

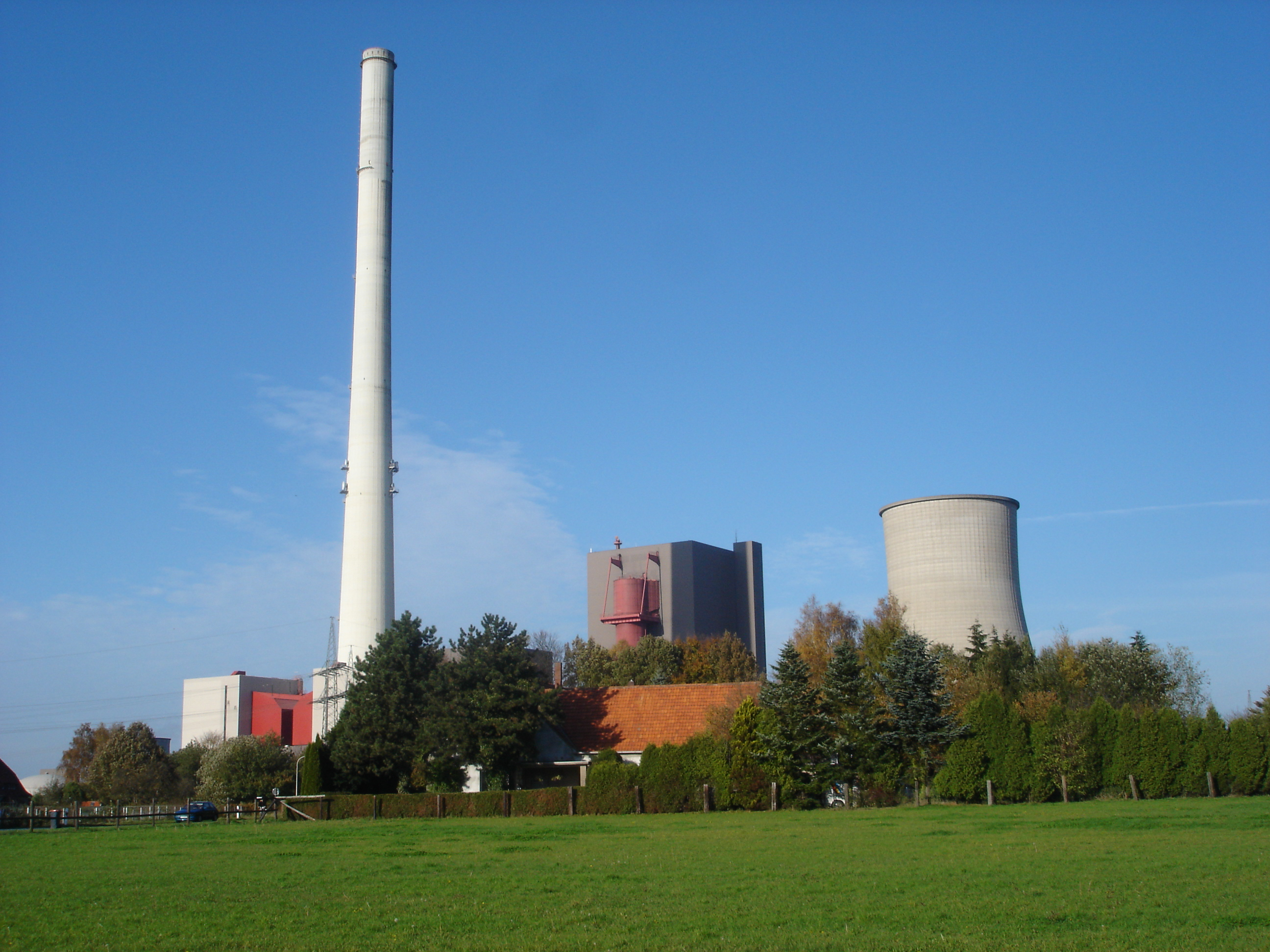
Das Steinkohlekraftwerk der RWE

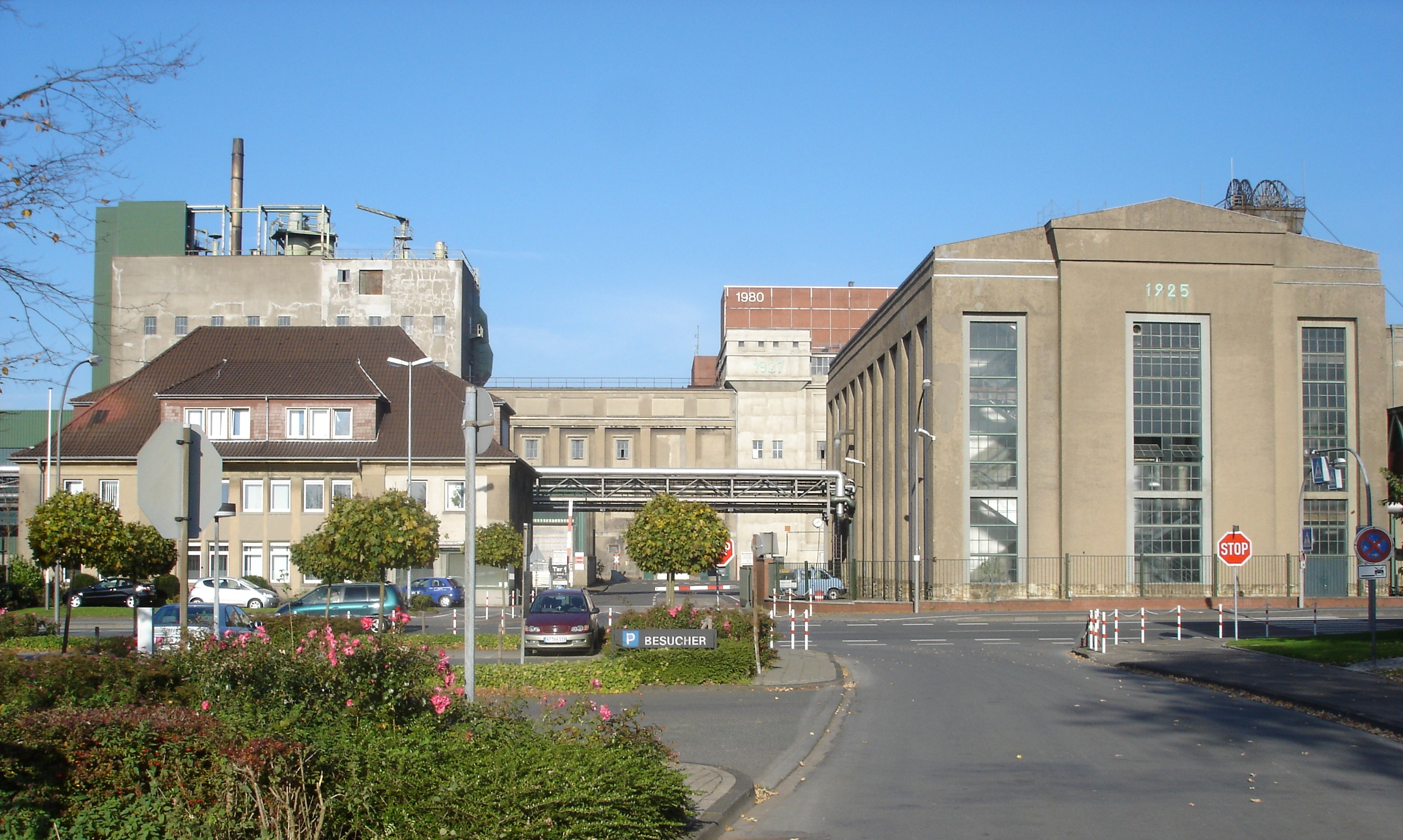
RAG Anthrazit Ibbenbüren GmbH

Die Wirtschaft wurde stark vom Steinkohlenbergbau geprägt; die Stadt ist Namensgeberin für das Ibbenbürener Steinkohlenrevier. Das Bergwerk Ibbenbüren war eines der zwei letzten Steinkohlebergwerke in Deutschland. Am 17. August 2018 wurde im Bergwerk zum letzten Mal Kohle gefördert. Früher von der Preussag AG geführt, wurde der Betrieb zuletzt von der RAG, in der alle deutschen Steinkohlebergwerke zusammengefasst wurden, geleitet. Ibbenbüren hatte zeitweilig die mit 1545 Metern europaweit tiefste Steinkohlezeche und förderte mit Anthrazit eine Kohleart, die weltweit zu den hochwertigsten Kohlesorten zählt. Ein Großteil der produzierten Steinkohle wurde in dem direkt neben der Zeche angesiedelten Steinkohlekraftwerk (Kraftwerk Ibbenbüren) verfeuert, das zeitweilig in der öffentlichen Kritik stand, weil es keinen Filter für Stickoxide hatte und somit den damals geltenden Umweltschutzgesetzen nicht entsprach.

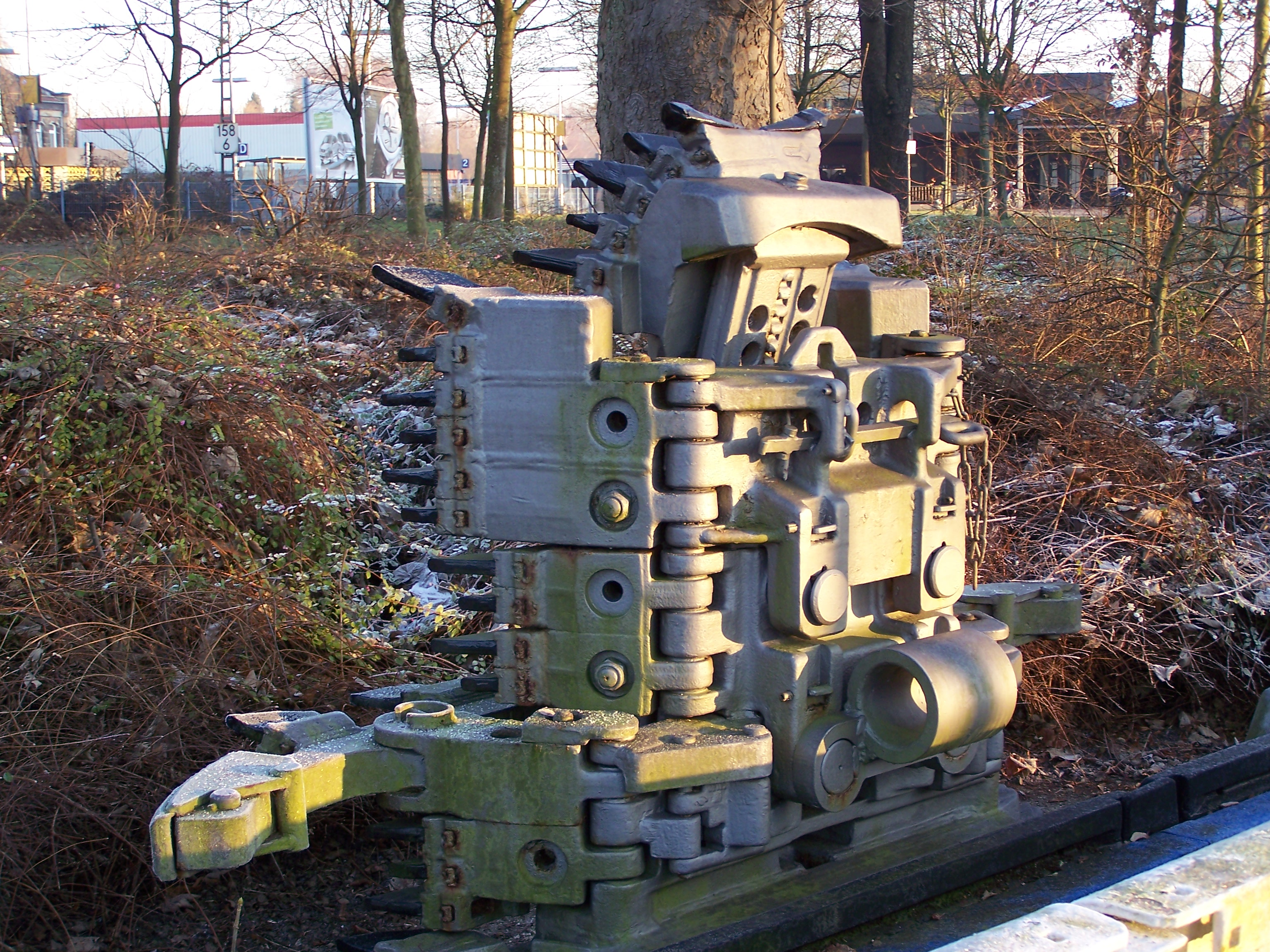
Denkmal des auf dem Bergwerk Ibbenbüren erfundenen Kohlenhobels am Bahnhof Ibbenbüren

Überregional bekannt ist auch der Ibbenbürener Sandstein. Zahlreiche Steinbrüche in der näheren Umgebung werden teilweise noch heute bewirtschaftet. Seine Blütezeit erlebte der Ibbenbürener Sandstein ungefähr in der Mitte des 19. Jahrhunderts mit rund 1000 Beschäftigten. Der in gelblicher oder bräunlicher Farbe vorkommende Sandstein ist frostbeständig und im Innen- und Außenbereich einsetzbar.
Weitere bekannte Unternehmen sind Musik Produktiv, ein Versandhaus und Ladengeschäft für Musik-Equipment aller Art mit einer Verkaufsfläche von etwa 3000 m², die Ibbenbürener Vereinsdruckerei und die Teutoburger Ölmühle. In Laggenbeck hat der Wasserversorgungsverband Tecklenburger Land seinen Sitz.

### Medien
Lokale Tageszeitung in Ibbenbüren ist die Ibbenbürener Volkszeitung. In wöchentlichem Rhythmus erscheint das Anzeigenblatt Ibbenbürener Anzeiger und erschien von 1989 bis 2019 das Anzeigenblatt Wir in Ibbenbüren. Monatlich erscheint das Magazin mittendrin. Das Magazin Stadtjournal Ibbenbüren erschien von November 2009 bis Oktober 2019 alle zwei Monate. Neben den Printmedien existierte mit Kanal-4 von 1984 bis 2020 ein eigener Fernsehkanal, der nur im Klinikum Ibbenbüren zu empfangen war und auf Eigenproduktionen mit thematischem Bezug zum Umland setzte. Im April 2009 startete das Lokalblog Ibb.town, auf dem Podcasts und Artikel über das Lokalgeschehen veröffentlicht werden.

### Justiz
Das Amtsgericht Ibbenbüren ist zuständig für Ibbenbüren selbst sowie die Gemeinden Hörstel, Hopsten, Mettingen, Recke und Saerbeck. Es ist in einem denkmalgeschützten Gebäude an der Münsterstraße 35 untergebracht.

## Verkehr

### Bahn

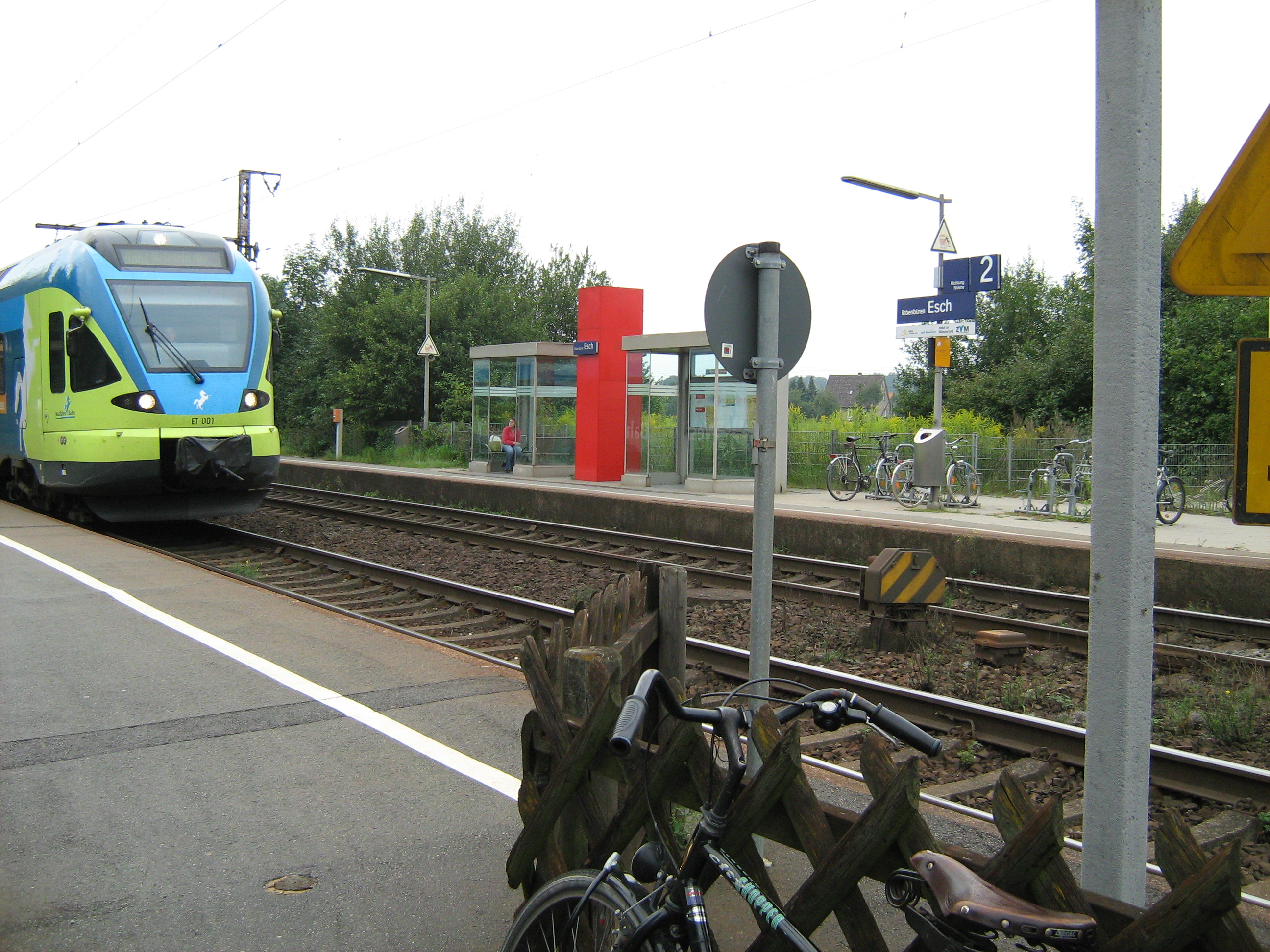
Haltepunkt Ibbenbüren Esch

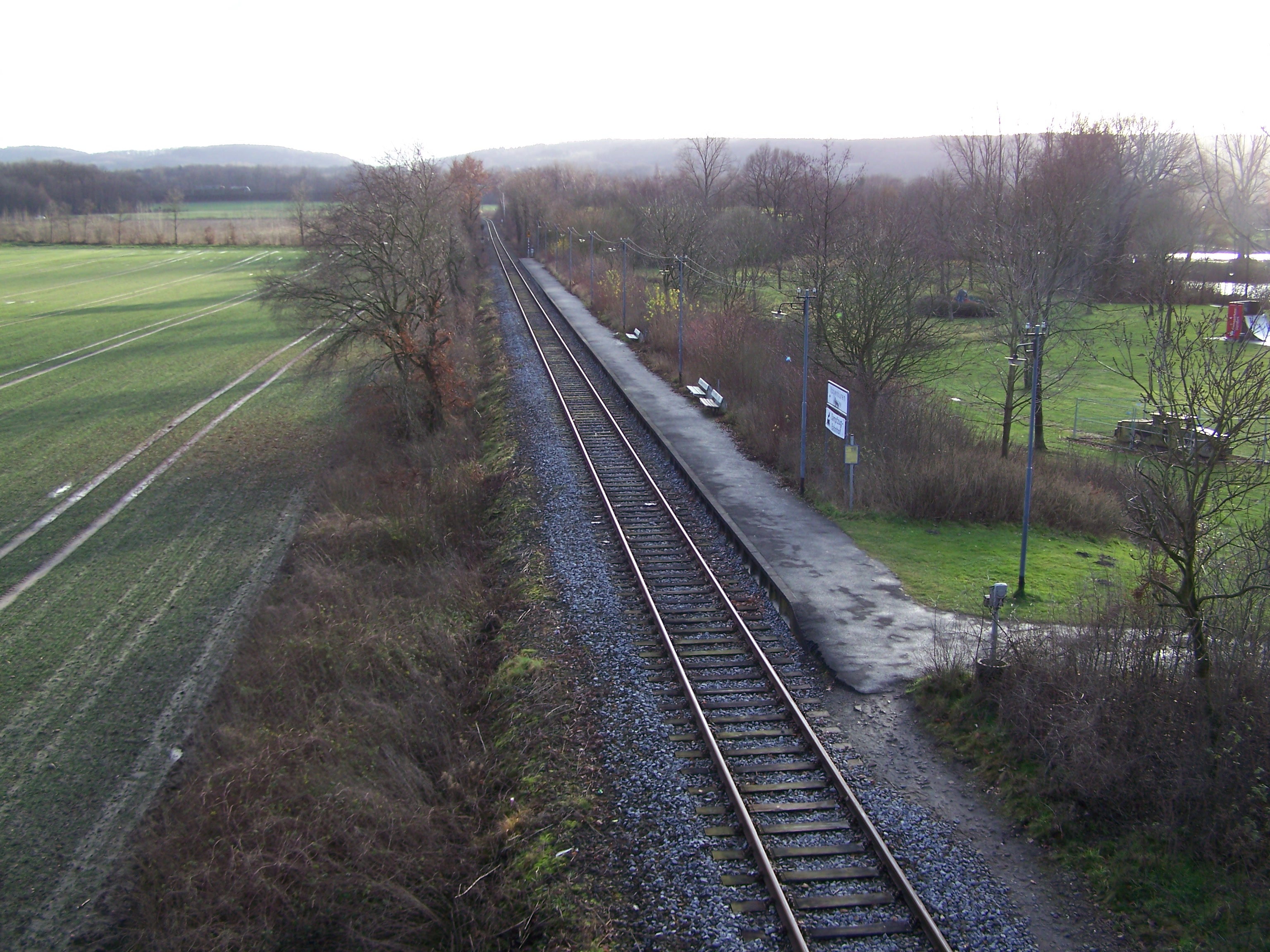
Nostalgiebahnhof Ibbenbüren-Aasee. Haltepunkt der Teuto-Express-Museumsbahn nach Lengerich, Bad Laer und Gütersloh

Der Bahnhof Ibbenbüren und die Haltepunkte „Ibbenbüren-Esch“ und „Ibbenbüren-Laggenbeck“ liegen an der Bahnstrecke Löhne–Rheine. Im Schienenpersonennahverkehr verkehren:
- der RE 60 „Ems-Leine-Express“ Rheine–Osnabrück–Minden–Hannover–Braunschweig und
- die RB 61 „Wiehengebirgs-Bahn“ Hengelo–Bad Bentheim–Rheine–Osnabrück–Herford–Bielefeld.[29]

Im öffentlichen Personennahverkehr gilt der Westfalentarif (Verkehrsgemeinschaft Münsterland), der NRW-Tarif sowie in Regionalzügen der Niedersachsentarif.
Ibbenbüren ist zudem seit 1901 Ausgangspunkt der Nebenbahnstrecke nach Lengerich, Gütersloh und Hövelhof der Teutoburger Wald-Eisenbahn (TWE), die inzwischen bis auf Museumsbahnfahrten mit der Dampflokomotive des Teuto-Express dem sporadischen Güterverkehr zum Hafen Dörenthe vorbehalten bleibt. Nachdem es infolge der Sommerunwetter im August 2010 zu einem Dammrutsch gekommen ist, endet der „Teuto-Express“ aus Lengerich bereits in Tecklenburg und kann nicht mehr weiter über Brochterbeck bis Ibbenbüren Aasee fahren. Da vom neuen TWE-Eigentümer Captrain Deutschland die Gleise nicht repariert wurden, gründete sich im Januar 2012 das überparteiliche „Aktionsbündnis pro TWE“, das sich u. a. den langfristigen Erhalt und die regelmäßige Nutzung der Teutoburger Wald-Eisenbahn in den Bereichen Freizeit- und Tourismusverkehr zum Ziel gesetzt hat. Im Jahre 2017 wurde die Strecke zwischen Ibbenbüren und Hafen Dörenthe saniert.
Im Westen besitzt der Stadtteil Uffeln eine Anbindung an die ausschließlich für den Güterverkehr genutzte Tecklenburger Nordbahn.

### Bus
Ibbenbüren ist durch mehrere Stadtbuslinien und mehrere Regionalbuslinien erschlossen. Der Betreiber der Buslinien ist die Regionalverkehr Münsterland GmbH, die in Ibbenbüren einen Betriebshof unterhält.
Es gibt im Taktverkehr Buslinien von Ibbenbüren (vom Bahnhofsvorplatz) nach Osnabrück über Lotte, nach Münster über Saerbeck, nach Rheine über Riesenbeck, nach Recke, nach Mettingen und nach Lengerich über Tecklenburg.

### Straße
Ibbenbüren ist über die Bundesautobahn 30 an das europäische Fernstraßennetz angebunden. Es gibt drei Anschlussstellen: Ibbenbüren-West, Ibbenbüren und Laggenbeck. Über das nahegelegene Autobahnkreuz Lotte/Osnabrück besteht eine Verbindung zur A 1.
Als weitere Fernstraßen existieren beziehungsweise existierten im Stadtgebiet von Ibbenbüren die mittlerweile zu einer Landesstraße herabgestufte ehemalige Bundesstraße 65 sowie die B 219, die eine schnelle Verbindung zum Flughafen Münster/Osnabrück und der etwa 40 Kilometer entfernten Stadt Münster ermöglicht.

### Fahrrad
Ibbenbüren verfügt über ein weites Netz an Radwegen z. B. nach Tecklenburg oder an die Ems. Es ist an die touristischen Radwanderwege 100-Schlösser-Route und Töddenlandroute angeschlossen.

### Wasserstraße und Häfen
Im südlich gelegenen Stadtteil Dörenthe besitzt Ibbenbüren Anschluss an den Dortmund-Ems-Kanal. Damit hat Ibbenbüren in südlicher Richtung einen Wasserweg ins Ruhrgebiet und zum Rhein und in nördlicher Richtung über die Ems einen Zugang zur Nordsee. Im westlich gelegenen Stadtteil Uffeln existiert ein weiterer Hafen und ein Stichkanal am Mittellandkanal. (Siehe: Häfen Ibbenbüren)

### Luftverkehr
Bei Greven, 25 Kilometer südlich von Ibbenbüren, liegt der Flughafen Münster/Osnabrück, von dem aus Direktflüge zu Zielen innerhalb Europas möglich sind.

### Pendler
Durch Ibbenbürens Lage und die Mittelzentrumsfunktion mit einhergehendem Arbeitsplatzangebot pendeln viele Bewohner der Nachbarkommunen in die Stadt ein. Da Ibbenbüren wiederum im Einzugsbereich des Oberzentrums Osnabrück liegt und weitere große Städte wie Rheine und Münster sich im Nahbereich befinden, pendeln viele Ibbenbürener zu ihrer Arbeitsstelle in diese Orte.
Seit einigen Jahren hat sich der Einpendlerüberschuss in einen Auspendlerüberschuss gewandelt, weshalb Ibbenbüren eine Pendlergemeinde darstellt.
Im Jahr 2003 hatte Ibbenbüren das letzte Mal ein positives Pendlersaldo, dieses bewegt sich seit 2014 im negativen vierstelligen Bereich.
Die Zahlen von 2015 erfassen 14.072 Auspendler und 13.030 Einpendler, sowie 13.545 innerörtlich beschäftigte Ibbenbürener.
Der Auspendlerüberschuss betrug 2015 1.042 Personen. Die Auswirkungen der Schließung des Bergwerkes Ibbenbüren werden erst in einigen Jahren in den Zahlen ihren vollen Niederschlag finden.
| Jahr | Auspendler | Einpendler | Pendlersaldo |
| ---- | ---------- | ---------- | ------------ |
| 2013 | 13.361     | 12.894     | −467         |
| 2014 | 13.911     | 13.015     | −896         |
| 2015 | 14.072     | 13.030     | −1042        |
| 2016 | 14.651     | 13.439     | −1212        |
| 2017 | 15.091     | 12.871     | −2220        |
| 2018 | 15.418     | 12.778     | −2640        |
| 2019 | 15.921     | 12.547     | −3374        |

| Arbeitsort    | 2013  | 2014  | 2015  | 2016  | 2017  |
| ------------- | ----- | ----- | ----- | ----- | ----- |
| Osnabrück     | 1.683 | 1.760 | 1.695 | 1.788 | 1.824 |
| Rheine        | 1.193 | 1.283 | 1.308 | 1.371 | 1.506 |
| Hörstel       | 1.107 | 1.100 | 1.147 | 1.225 | 1.269 |
| Münster       | 1.001 | 1.072 | 1.116 | 1.119 | 1.120 |
| Mettingen     | 1.064 | 1.096 | 1.101 | 1.111 | 1.178 |
| Tecklenburg   | 974   | 973   | 1.034 | 1.051 | 1.078 |
| Lengerich     | 732   | 774   | 800   | 810   | 817   |
| Recke         | 536   | 549   | 550   | 549   | 543   |
| Westerkappeln | 414   | 438   | 476   | 491   | 486   |
| Greven        | 361   | 351   | 366   | k. A. | k. A. |
| Emsdetten     | k. A. | k. A. | k. A. | 349   | 382   |

| Wohnort       | 2013  | 2014  | 2015  | 2016  | 2017  |
| ------------- | ----- | ----- | ----- | ----- | ----- |
| Hörstel       | 1.720 | 1.672 | 1.794 | 1.776 | 1.814 |
| Recke         | 1.400 | 1.360 | 1.358 | 1.327 | 1.275 |
| Mettingen     | 1.440 | 1.349 | 1.348 | 1.342 | 1.274 |
| Rheine        | 858   | 873   | 932   | 987   | 1.008 |
| Osnabrück     | 593   | 620   | 671   | 706   | 704   |
| Hopsten       | 638   | 638   | 641   | 648   | 615   |
| Tecklenburg   | 467   | 445   | 467   | 486   | 487   |
| Lengerich     | 379   | 363   | 407   | 406   | 421   |
| Westerkappeln | 417   | 379   | 397   | 395   | 391   |
| Münster       | 373   | 361   | 372   | 425   | 397   |

### Modal Split
Der Modal Split beschreibt die Anteile bei der Auswahl der Verkehrsmittel für den Personenverkehr in der Stadt Ibbenbüren.
| Verkehrsmittel | zu Fuß | Fahrrad | ÖPNV | Kfz  | Sonstiges | Jahr |
| -------------- | ------ | ------- | ---- | ---- | --------- | ---- |
| Anteil         | 13 %   | 23 %    | 6 %  | 58 % | 1 %       | 2011 |

## Bildung
Im Rahmen des Schulausbildung stehen für den Primarbereich insgesamt neun Grundschulen zur Verfügung. Ebenso gibt es zwei Förderschulen.
Die Sekundarstufe I (ab der 5. Klasse) wird von einer Hauptschule (zwei Standorte), zwei Realschulen (davon eine in kirchlicher Trägerschaft), zwei Gymnasien, einer Gesamtschule, den o. g. Förderschulen sowie einer freien Schule gestützt.
Die Sekundarstufe II wird von den o. g. Gymnasien, der Gesamtschule sowie zwei Berufskollegs unterstützt. Diese Schulen bieten alle den Erwerb der Allgemeinen Hochschulreife (Abitur) an.
Ein KMK-Schulversuch wird ab dem Jahr 2020 für den Bildungsgang Fachoberschule Informatik in Ibbenbüren an den Kaufmännischen Schulen Tecklenburger Land eingerichtet. Schülerinnen und Schüler erlangen neben der Fachhochschulreife zentrale Kompetenzen für eine duale Berufsausbildung in den ebenfalls zum Jahr 2020 neu aufgelegten IT-Ausbildungsberufen.
Angebote zur Weiterbildung bieten die Berufskollegs (staatliche geprüfte Abschlüsse) ebenso an wie die Familienbildungsstätte, eine Jugendkunstschule, eine städtische Musikschule, die Volkshochschule der Stadt Ibbenbüren sowie eine Stadtbücherei (teilweise zertifizierte Abschlüsse).
| Schule / Abschluss              | Fachhochschulreife (DQR-Niveau 4)                                                                                          | allg. Hochschulreife (Abitur) (DQR-Niveau 5)                                                         | staatlich geprüfte Bildungsgänge (DQR-Niveau 6 = Bachelor) |
| ------------------------------- | --- | --- | ---------------------------------------------------------- |
| Goethe-Gymnasium (Europaschule) | ja | ja (klassisches Abitur für Studium aller Studiengänge)                                               | nein                                                       |
| Johannes-Kepler-Gymnasium       | ja | ja (klassisches Abitur für Studium aller Studiengänge)                                               | nein                                                       |
| Kfm. Schulen Tecklenburger Land | ja (für wirtschaftliche Studiengänge an Fachhochschulen, z. B. Höhere Handelsschule in Verbindung mit einer IT-Ausbildung) | ja (Wirtschaftsgymnasium mit Schwerpunkten Betriebswirtschaft und IT für Studium aller Studiengänge) | ja (Staatlich geprüfter Betriebswirt)                      |
| Berufskolleg Tecklenburger Land | ja (für technische und soziale Bildungsgänge an Fachhochschulen)                                                           | ja (techn. Gymnasium für Studium aller Studiengänge)                                                 | ja (Staatlich geprüfter Techniker)                         |

## Kultur und Veranstaltungen

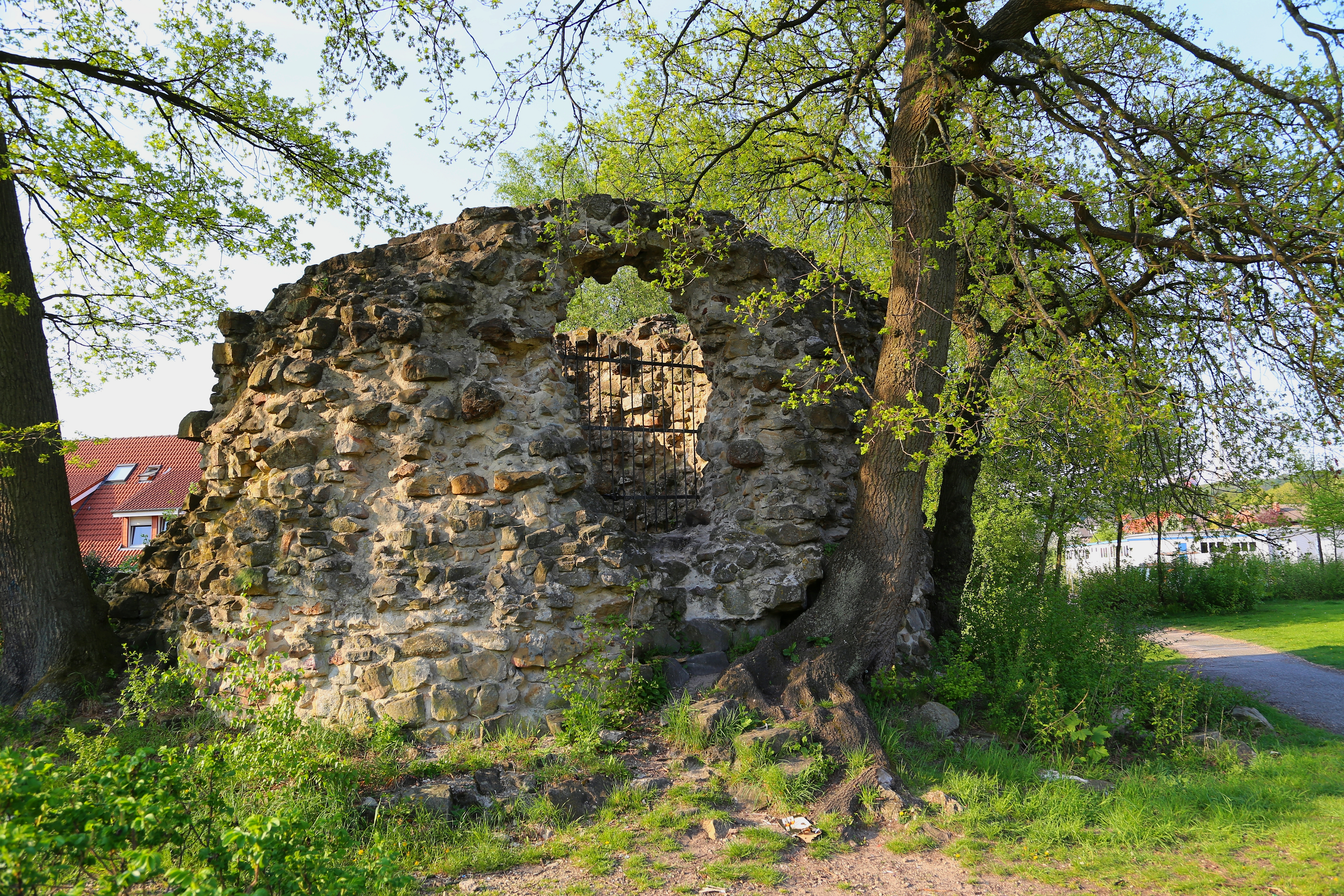
Der Heidenturm nordwestlich des Aasees

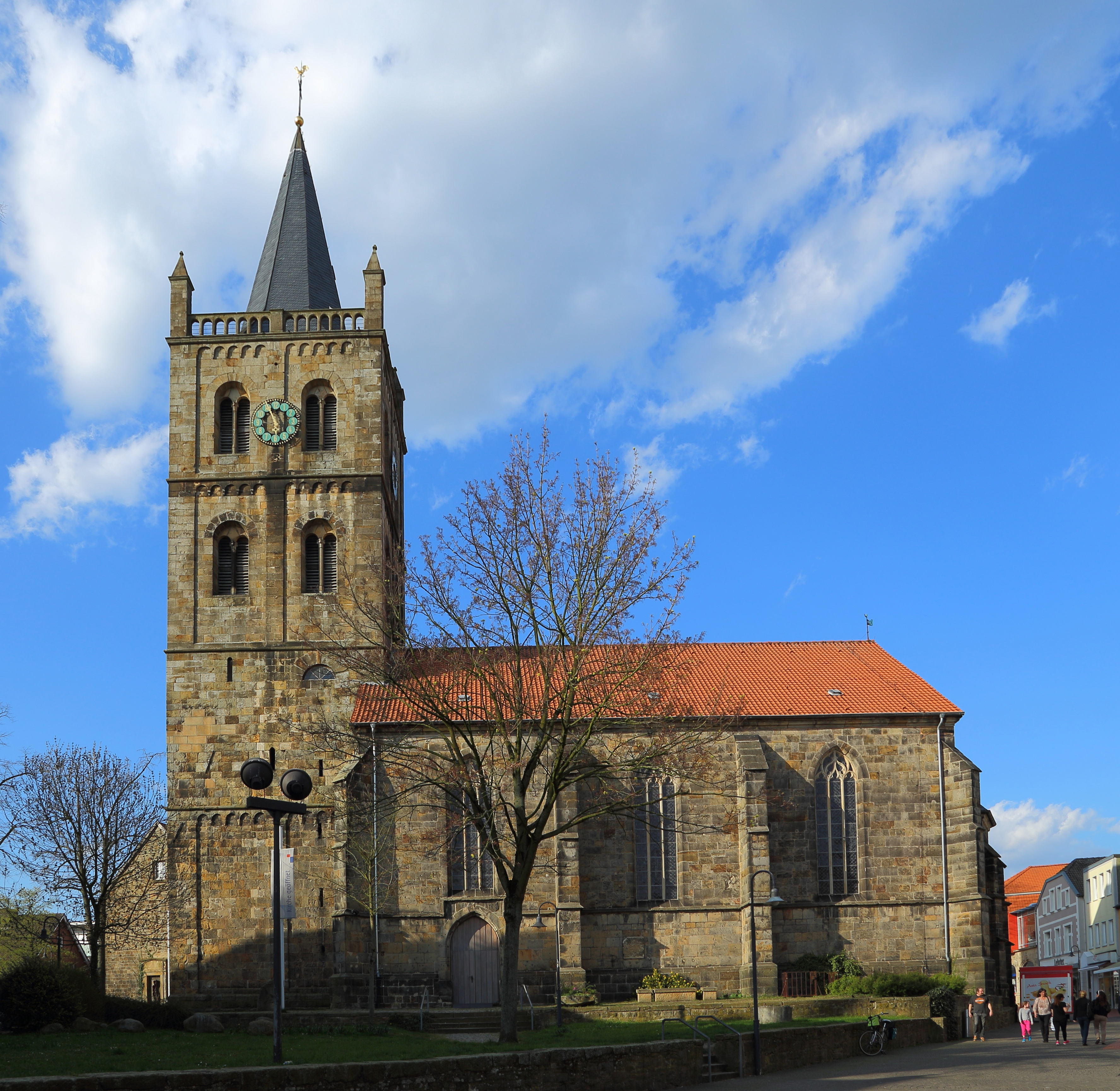
Die evangelische Christuskirche

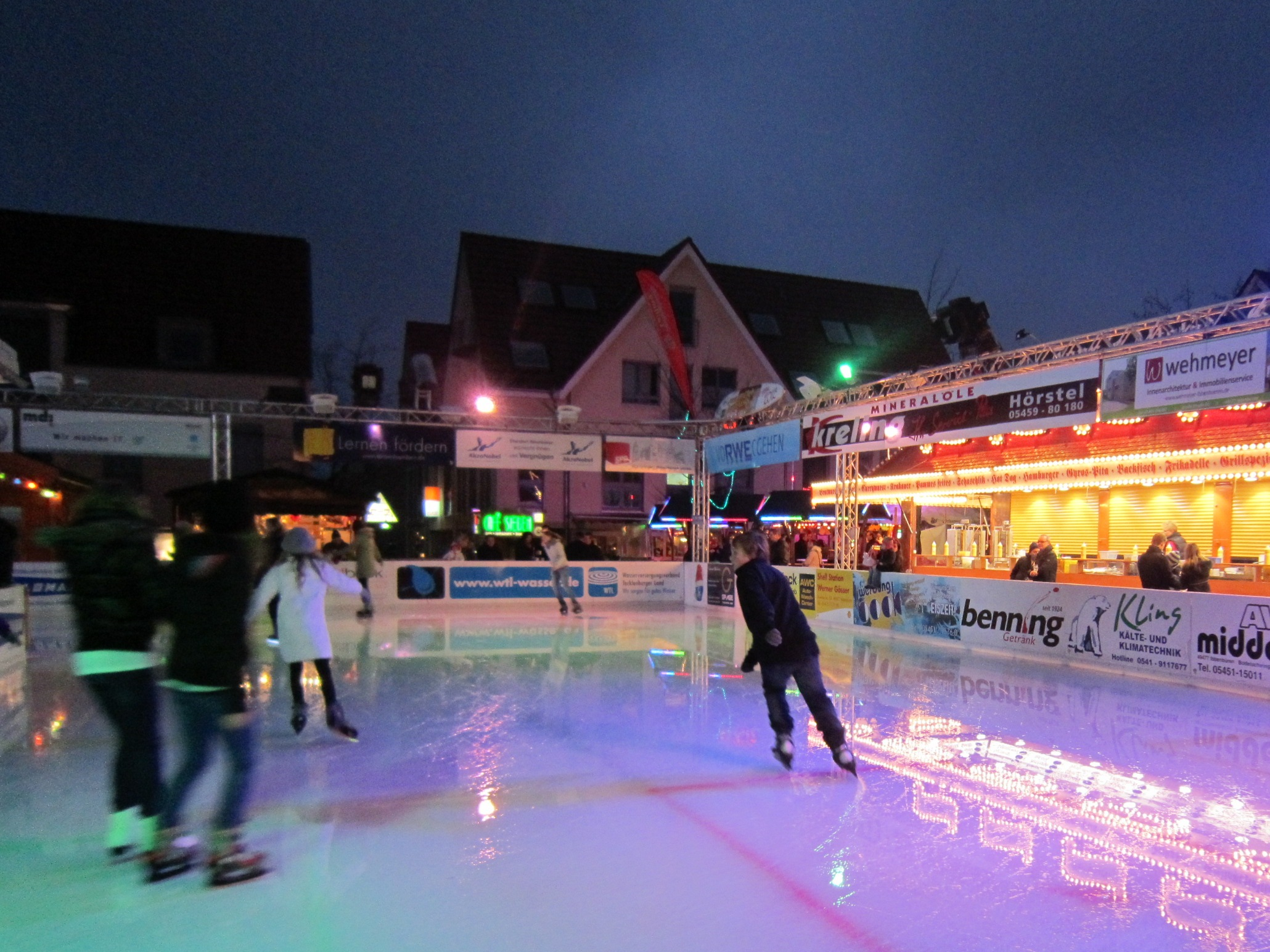
„Ibbenbüren on ice“ 2011

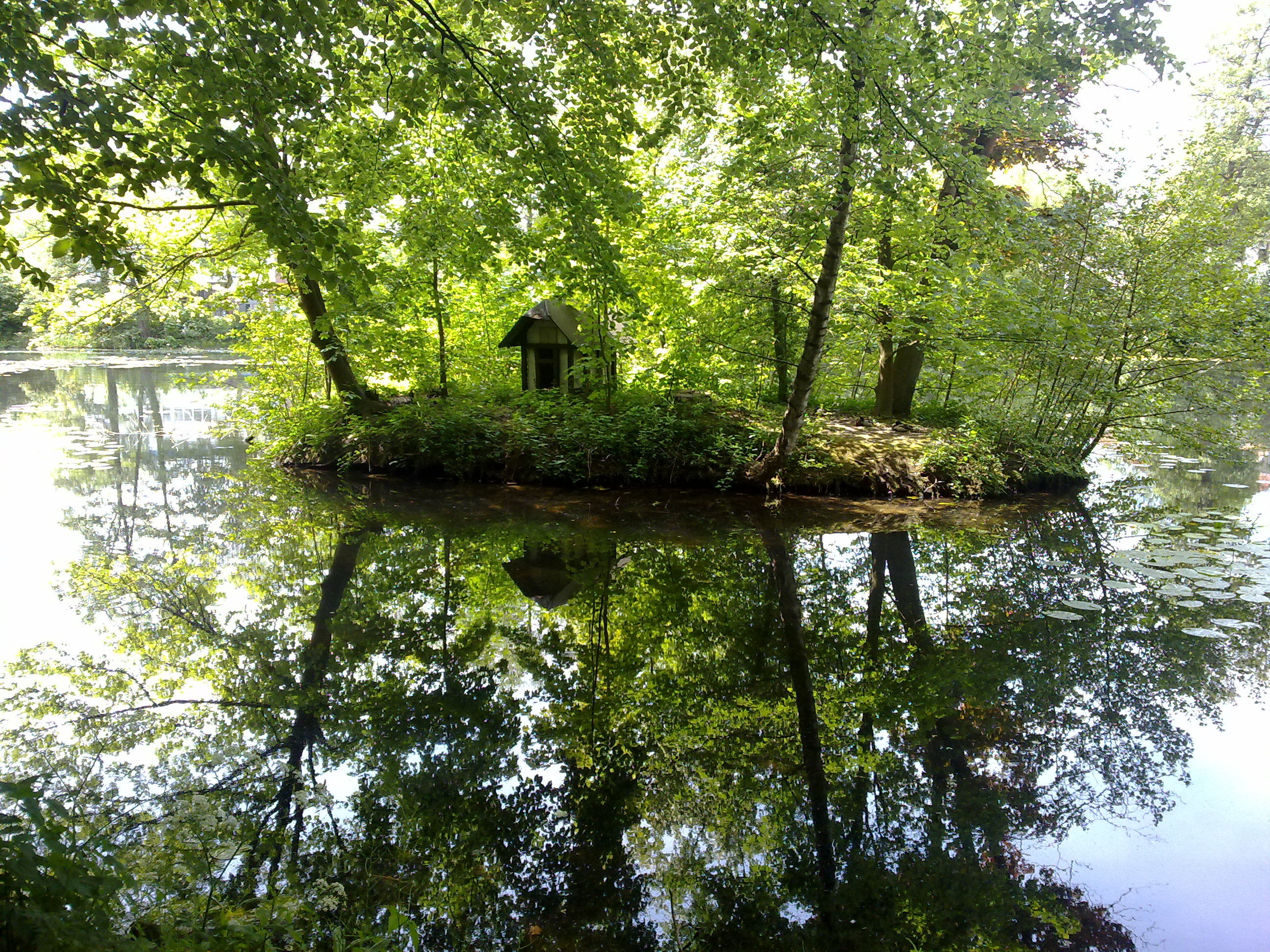
Der Ibbenbürener „Mühlenteich“

Zu Pfingsten findet traditionell das internationale Motorrad-Veteranen-Treffen statt mit Motorrädern aus der Zeit vor dem Zweiten Weltkrieg. Historische Automobile bietet das jährlich am ersten Wochenende im Juli stattfindende internationale Schnauferl-Treffen.
Jeweils am ersten Augustwochenende findet das Dinosauriertreffen (Internationales US-Car-Treffen) in Ibbenbüren statt. Hunderte von chromblitzenden US-Cars aller Epochen können dann bewundert werden. Veranstalter ist der US-Car-Club Münsterland, der zu den ältesten Clubs dieser Art in Deutschland gehört und in Ibbenbüren angesiedelt ist. Im Jahr 2010 hat der US-Car-Club dieses Treffen aber in private Hände abgegeben.
Bekannt ist Ibbenbüren auch für seine Innenstadt-Kirmes mit rund 250 Ausstellern, die immer am ersten Wochenende im September stattfindet. Sie ist die zweitgrößte ihrer Art in Nordrhein-Westfalen und die fünftgrößte Stadtkirmes in Deutschland überhaupt. (400.000 Besucher im Jahr 2017)
Am ersten Wochenende im Oktober begeistert das Kartoffel-Fest „Tolle Knolle“ zunehmend mehr Bürger und Gäste der Stadt.
Eine weitere internationale Veranstaltung in Ibbenbüren ist das jährlich stattfindende Basketball-Osterturnier. Es wird immer von Karfreitag bis Ostermontag ausgerichtet. Den Zuschauern gefällt der attraktive Basketball, der ihnen geboten wird, da auch höherklassige Mannschaften aus dem Ausland kommen. Ausrichter ist der TV Ibbenbüren.
Eine ebenfalls internationale Veranstaltung in Ibbenbüren ist das jährlich stattfindende Kleinfeld-Handball-Turnier der Ibbenbürener SV. Es findet am Wochenende nach Fronleichnam im Juni statt. Mehr als 300 Mannschaften aus über 60 Vereinen spielen auf 14 Kleinfeld-Rasenplätzen im Sportzentrum Ost.
Seit 2004 findet jeweils von Ende November bis Anfang Januar die Veranstaltung „Ibb on ice“ mit der größten freiliegenden künstlich erzeugten Eisfläche im Tecklenburger Land statt. Zu Beginn befand sich die gefrostete Eisbahn auf dem Ibbenbürener Neumarkt und zog im November 2015 auf den Vorplatz des Rathauses um. Über 40.000 Besucher verzeichnete die Veranstaltung in der Saison 2016/17. Zu den Sonderveranstaltungen zählen Eisstockschießen, Bratpfannenwettrutschen oder Eislauflernkurse für Kinder am Wochenende.
Im Ibbenbürener Bürgerhaus finden regelmäßig Theatergastspiele aller bedeutenden deutschen Tourneetheater sowie zahlreiche Auftritte von Künstlern aus den Bereichen Kabarett, Comedy Tanz und Musik statt. In dem seit 2005 bestehenden Theater im ehemaligen Kino „Schauburg“ werden vom „Quasi-So-Theater der VHS“ mehrere Amateur-Theaterproduktionen im Jahr inszeniert.
Mit Musikakademien in Texas und Kalifornien fand jährlich der „Pink-Jazz-Austausch“ statt, der alle zwei Jahre in Ibbenbüren ausgerichtet und vom Johannes-Kepler-Gymnasium sowie dem Pink Pop e. V. durchgeführt wurde. In diesem Rahmen kamen bekannte Künstler wie Charlie Mariano, das Willem Breuker Kollektief und Barbara Dennerlein nach Ibbenbüren. Das Projekt wurde 2006 eingestellt. Die Idee lebte bis 2016 in den jährlichen „JazzIbb“-Workshops und -Konzerten unter Federführung des evangelischen Kantorats weiter.
Im Tanzsportclub Ibbenbüren e. V. trainiert auch eine Rollstuhltanz-Gruppe.

## Grünflächen und Friedhöfe
Das größte Naherholungsgebiet in Ibbenbüren stellt der Aasee dar. Dieser künstlich angelegte See wird von der Ibbenbürener Aa durchquert und lädt zum Wandern und Radfahren ein, während der Mühlenteich am westlichen Ende des Sees vor allem auch von Angelsportlern genutzt wird.
Auf dem Stadtgebiet der Innenstadt und in den Stadtteilen gibt es derzeit neun Friedhöfe, die noch belegt werden. Die größten Friedhöfe sind der Zentralfriedhof an der Nordstraße und der Hauptfriedhof.

## Sehenswürdigkeiten

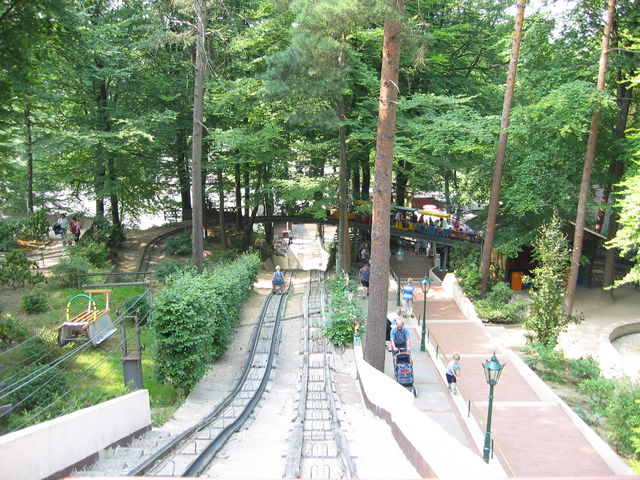
Sommerrodelbahn Ibbenbüren, einer der ältesten Freizeitparks Deutschlands

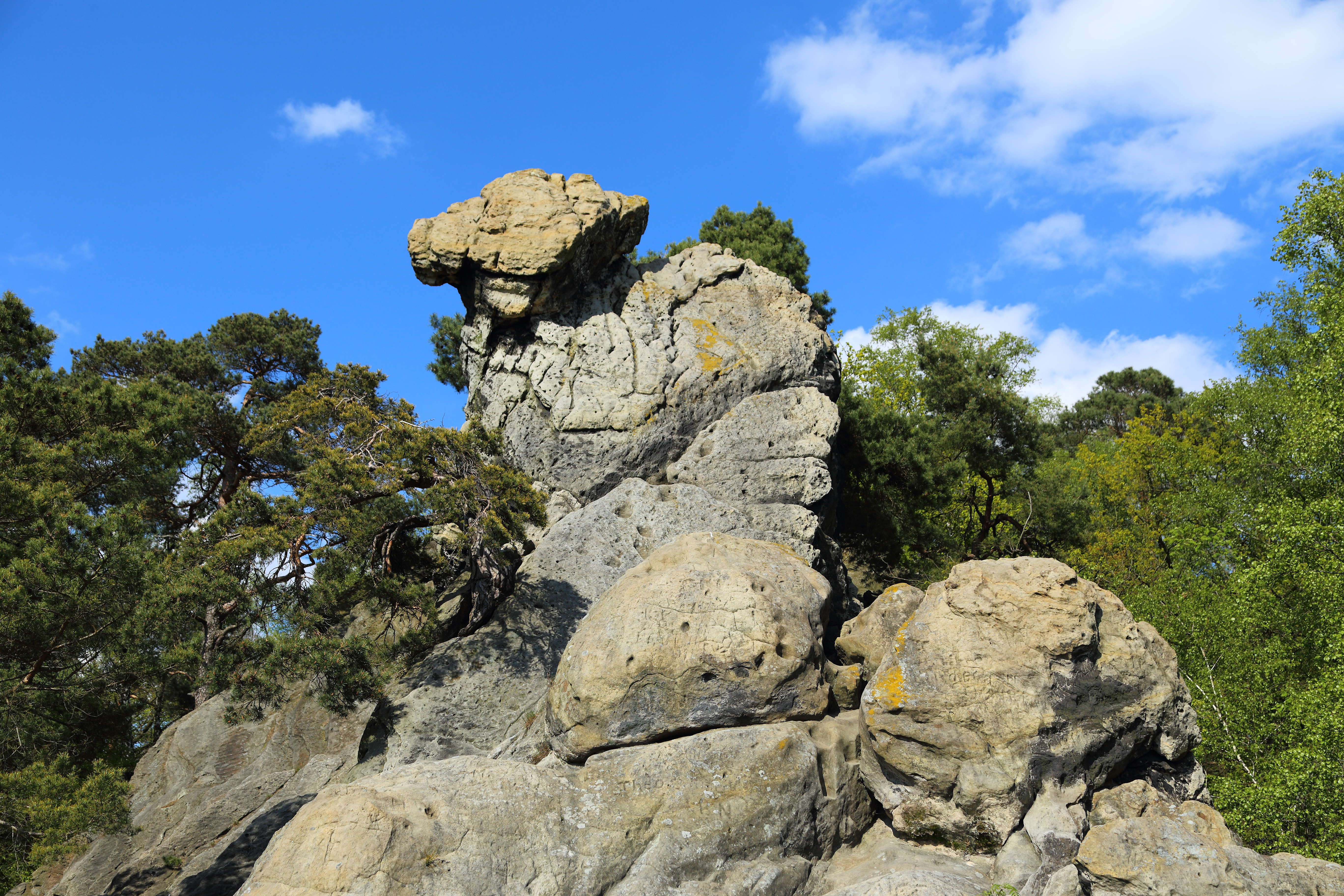
Der Felsen „Hockendes Weib“ in den Dörenther Klippen 2015

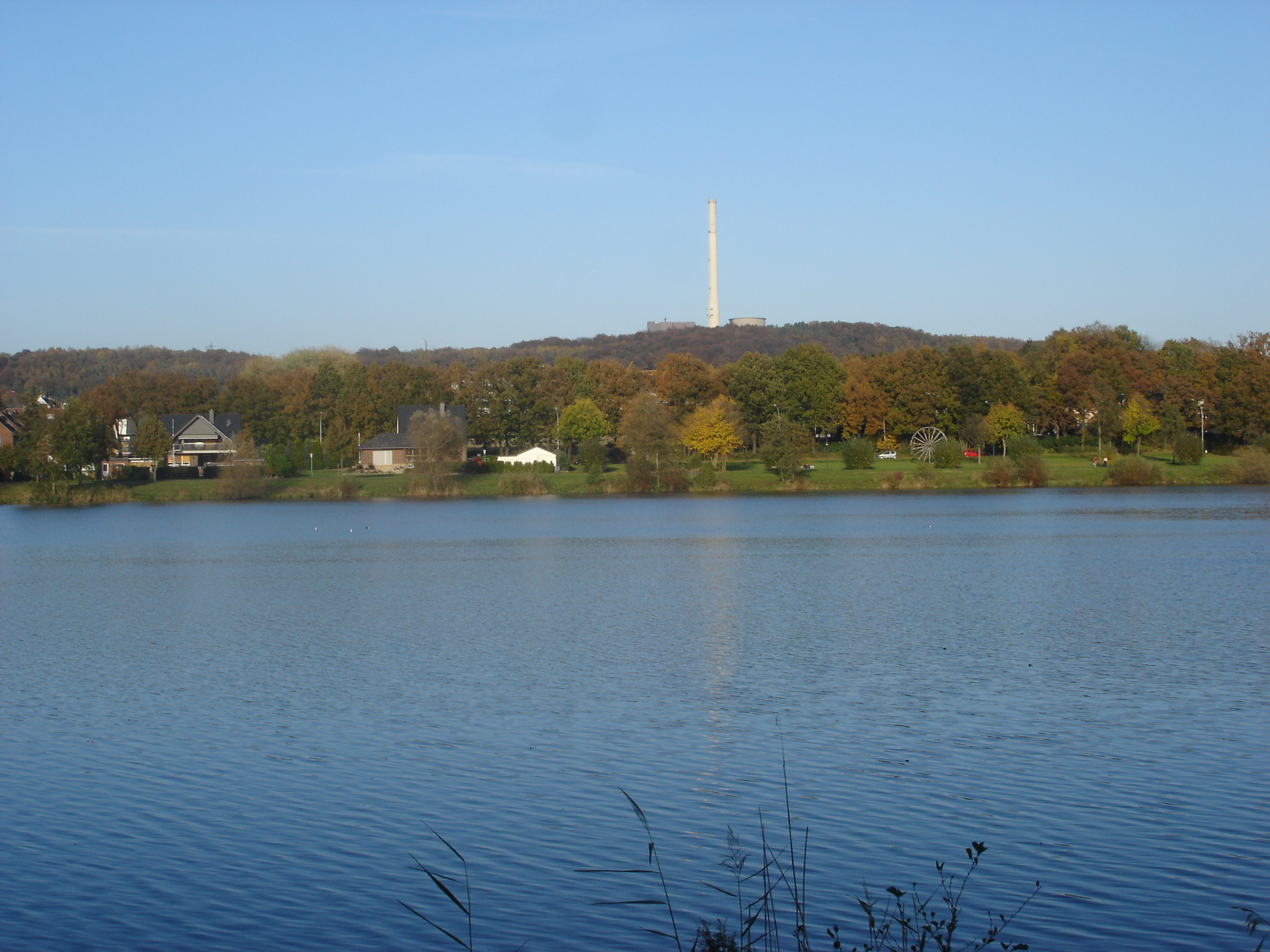
Der Aasee vom südlichen Ufer aus gesehen

Mitten im Zentrum von Ibbenbüren zwischen Oberem und Unterem Markt befindet sich die unter Denkmalschutz stehende evangelische Christuskirche, deren unterste Turmgeschosse noch aus der Zeit des 12. Jahrhunderts stammen. In unmittelbarer Nähe befinden sich mehrere alte Häuser aus dem 17. und 18. Jahrhundert, das älteste aus dem Jahr 1690. Südlich an die Christuskirche schließt sich der „Untere Markt“ an. In unmittelbarer Nähe befindet sich der alte Posthof aus dem Jahr 1743. Nach der Beendigung der Restaurierung des Posthofes im Jahre 1983 zogen hier mehrere kleine Geschäfte einschließlich eines Antiquitäten-Cafés ein, die von den Ibbenbürenern gut angenommen werden.
Die um 1830 erbaute katholische St.-Mauritius-Kirche, eine spätklassizistische Hallenkirche, befindet sich am nördlichen Rand der Innenstadt. Die Ludwig-Kirche in Ibbenbüren wurde 1971 saniert. Die Umgestaltung führte in der Stadt zu einer regen Diskussion. Damals wurde das Kreuz von der Altarwand entfernt, an seine Stelle trat ein leuchtender roter Punkt auf weißem Grund, gestaltet von dem Maler Rupprecht Geiger.
Direkt am Aasee befindet sich ein sehr beliebter Skatepark, der Kletterwald sowie der Freizeithof Bögel-Windmeyer mit angrenzendem Heimathaus. Eine Haltestelle an der Bahnstrecke Ibbenbüren–Hövelhof (Teutoburger Wald-Eisenbahn), von der aus in den Sommermonaten mit einer Dampflokomotive und historischen Waggons des Teuto-Express Ausflüge nach Bad Iburg und Bad Laer unternommen werden können, liegt ebenfalls in der Nähe. Das Freizeitbad Aaseebad grenzt mit seiner großen Liegewiese direkt an den Aasee Rundwanderweg. Entlang des Sees verlaufen bekannte regionale und überregionale Wander- und Radwege wie der Töddenland-Rundwanderweg oder die 100-Schlösser-Route.
Der Kletterwald Ibbenbüren wurde in einem alten Buchenwäldchen angelegt und bietet 120 Kletterelemente und verschiedene Parcours von einem bis 14 m Höhe an. Die Parcours haben verschiedene Schwierigkeitsgrade und sind für Anfänger als auch für Fortgeschrittene geeignet. Besondere Attraktionen sind eine 180 m lange Seilbahn und ein Tarzan-Sprung in ein Netz aus 14 m Höhe. Der Kletterwald ist von März beziehungsweise April bis etwa Ende Oktober geöffnet.
Das Fahrzeug- und Technikmuseum Alte Feuerwache stellt alte Autos und Motorräder aus.
Weiter in südlicher Richtung befindet sich das Motorradmuseum mit zahlreichen Oldtimern und Klassikern der Motorradgeschichte. Ebenfalls im Süden von Ibbenbüren, am nördlichen Hang des Teutoburger Waldes gelegen, befindet sich die 1926 eröffnete Sommerrodelbahn, die zusammen mit dem 1958 gegründeten Märchenwald einen der ältesten Freizeitparks Deutschlands bildet. Auf dem Gelände war von 1984 bis 1997 das Automuseum Ibbenbüren. Auf der gegenüberliegenden südlichen Hangseite befindet sich eine bizarre Felsformation, die Dörenther Klippen. Zu ihnen gehört auch das Hockende Weib.
Nahe dem Bahnhof befindet sich im historischen Haus Herold das Ibbenbürener Stadtmuseum, das dem Besucher durch regelmäßige Sonderausstellungen sowie der Dauerausstellung als Sammlung von Einzelstücken, die die Geschichte Ibbenbürens dokumentieren, die Vergangenheit der Stadt näherbringen möchte.

## Persönlichkeiten

### Söhne und Töchter der Stadt
- Christian Essellen (1824–1859), Revolutionär 1848/49, in den USA einer der prominenten Forty-Eighters
- Otto Pokorny (1840–1893), Politiker und Bürgermeister der Stadt Wattenscheid
- Heinrich Wattendorff (1845–1909), Politiker
- Joseph Kümper (* 22. März 1855; † 14. September 1923), Priester und Mitbegründer der Stadt Carroll (Iowa, USA)[50]
- Gustav Deiters (1874–1959), Unternehmer und Ehrenbürger der Stadt Ibbenbüren
- Clemens Konermann (1874–1971), römisch-katholischer Pfarrer
- Heinrich Klose (1879–1968), Mitgründer der Medizinischen Akademie Danzig
- Theodor Scholz (1883–1964), Journalist und Zeitungsverleger
- Karl Wenzel (1887–1947), Maler
- Ignatz Wiemeler (1895–1952), Hochschullehrer
- Bernhard Bergmeyer (1897–1987), CDU-Politiker, Mitglied des Deutschen Bundestages von 1953 bis 1961
- Anton Mohrmann (1897–1987), Diplomat
- Magdalene Sewing (1898–1952), Kommunal- und Landespolitikerin
- Hermann Gösmann (1904–1979), sechster DFB-Präsident
- Laurenz Börgel (1908–1992), Unternehmer, Kommunalpolitiker und Landrat (CDU)
- Alfred Hause (1920–2005), Violinist, Dirigent und Kapellmeister
- Horst Aloysius Massing (1930–2011), Arzt, Fachjournalist und Kommunalpolitiker
- Karl-Heinz Schäfer (1934–2011), Bauingenieur und Bauunternehmer, langjähriger Geschäftsführer und Alleininhaber der Firma Schäfer-Bauten
- Hermann Michel (1935–2015), Fußballspieler und -trainer
- Richard Rickelmann (* 1939), Journalist, langjähriger Redakteur bei den Zeitschriften Der Spiegel und Stern
- Otti Hüls (* 1942), Politikerin und ehemalige nordrhein-westfälische Landtagsabgeordnete (CDU)
- Wolfgang Arenhövel (* 1946), Vorsitzender des Deutschen Richterbundes
- Erika Wahlbrink (* 1950), erste Kreishandwerksmeisterin der Kreishandwerkerschaft Steinfurt-Warendorf und Trägerin des Verdienstordens der Bundesrepublik Deutschland in der Stufe Verdienstkreuz am Bande
- Bernd Walter (* 1951), Historiker
- Stefan Pietryga (* 1954), Bildhauer
- Alfons Runde (* 1954), Ökonom, Professor für Betriebswirtschaftslehre
- Bernd Saxe (* 1954), Bürgermeister der Hansestadt Lübeck
- Uwe Seiler (* 1956), Fußballtorwart und -trainer
- Paul Frommeyer (* 1957), Leichtathlet (Hochsprung 2,34 m)
- Georg Brüggen (* 1958), Jurist und Staatsminister des Landes Sachsen
- Frank Raberg (* 1964), Historiker und Politologe
- Ingrid Remmers (1965–2021), Sozialwissenschaftlerin, Politikerin (Die Linke) und Mitglied des Deutschen Bundestages
- Timo Dierkes (* 1967), Schauspieler
- Norbert Köster (* 1967), Kirchenhistoriker und Generalvikar von Münster
- Klaus Jochen Arnold (* 1968), Historiker
- Olaf Gersemann (* 1968), Journalist
- Oliver Ploss (* 1968), Apotheker und Heilpraktiker
- Ulrich Rüther (* 1968), Versicherungsmanager
- Elisabeth Bröskamp (* 1969), 2011–16 Landtagsabgeordnete in Rheinland-Pfalz (Bündnis 90/Die Grünen)
- Paul Heinrich (bürgerlich: Christoph Heemann; 1969–2023), Dichter
- Holger Wemhoff (* 1969), Moderator, Sprecher und Autor
- Imme Beccard (* 1970), Schauspielerin
- Anja Karliczek (* 1971), CDU-Politikerin und von 2018 bis 2021 Bundesministerin für Bildung und Forschung
- Klaus Marschall (* 1971), Autor
- Daniel Eggers (* 1973), Philosoph
- Tino Wenzel (* 1973), Sportschütze
- Ingo Knollmann (* 1976), Frontmann der Band Donots
- Nadin Deventer (* 1977), Kulturmanagerin
- Kerstin Garefrekes (* 1979), Fußballspielerin
- Christine Brinker (* 1981), Sportschützin, Gewinnerin der Bronzemedaille bei den Olympischen Sommerspielen 2008
- Oliver Rehmann (* 1982), Jazzmusiker
- Simon Rolfes (* 1982), Fußballspieler
- Dennis-Kenji Kipker (* 1987), Informationsrechtler
- Lars Unnerstall (* 1990), Fußballtorhüter
- Mathis Mönninghoff (* 1992), Basketballspieler
- Marius Bülter (* 1993), Fußballspieler
- Jarno Peters (* 1993), Fußballtorhüter
- Sebastian Klaas (* 1998), Fußballspieler
- Jannik Zahmel (* 2003), Fußballspieler
- JBS (* 2005), Musikproduzent, Rapper und Sänger

ebenso:
- Donots, Punkband, stammt aus Ibbenbüren

### Personen mit Beziehung zur Stadt
- Uwe Berkemer (* 1962), Komponist, Dirigent und Pianist, wirkt am Johannes-Kepler-Gymnasium als Musiklehrer
- Klaus J. Behrendt (* 7. Februar 1960 in Hamm), Schauspieler, aufgewachsen in Ibbenbüren
- Richard Borgmann (* 26. August 1909 in Dortmund; † 22. Juli 1966 ebenda), Unternehmer, Kommunalpolitiker und Landrat; von 1952 bis 1956 war er Ratsmitglied der Stadt Ibbenbüren
- Alena Buyx (* 29. September 1977 in Osnabrück), Professorin für Medizinethik und Vorsitzende des Deutschen Ethikrats
- Stepan Cebotarev (* 7. Februar 1993 in Balqasch), Songwriter, aufgewachsen in Ibbenbüren
- Tom Gaebel (* 13. Januar 1975 in Gelsenkirchen), Jazz-Musiker, aufgewachsen in Ibbenbüren
- Herbert Grönemeyer (* 12. April 1956), deutscher Musikproduzent, Sänger und Schauspieler, hat in den späten 1970er Jahren eine Zeit lang in Ibbenbüren gewohnt; sein Vater ist gebürtiger Ibbenbürener[51]
- Franz-Josef Kemper (* 30. September 1945 in Hopsten), deutscher Leichtathlet und Sportfunktionär, aufgewachsen in Ibbenbüren
- Gerhard Kühnhardt (* 23. Dezember 1923 in Groschowitz/Oppeln; † 7. Dezember 2015 in Ibbenbüren), Augenarzt, jahrzehntelang engagiert in der medizinischen Zusammenarbeit mit dem St. Elisabeth Hospital Arusha (Tansania)
- Metrickz (* 7. Oktober 1990 in Osnabrück), ging in Ibbenbüren zur Schule
- Klemens Niermann (* 1928 in Schermbeck; † 2007 in Ibbenbüren), kath. Priester (s. Klemensplatz Ibbenbüren)
- Hubert Rickelmann (* 20. April 1883 in Mettingen; † 30. Juni 1961 in Ibbenbüren), Heimatforscher und Autor, arbeitete in der Verwaltung des Ibbenbürener Steinkohle-Bergwerks der damaligen Preussag und erforschte die Geschichte des Ibbenbürener Steinkohlenreviers, in Ibbenbüren verstorben
- Hans Röhrs (* 15. Oktober 1932 in Quakenbrück), der Bergingenieur war von 1960 bis 1989 im Bergwerk Ibbenbüren tätig, ist Gründer und Leiter des Bergbaumuseums Ibbenbüren und Verfasser bedeutsamer Publikationen über den Erz- und Kohlenbergbau in der Region
- Anton Rosen (* 25. April 1892 in Naklo, Kreis Tarnowitz, Oberschlesien; † 10. Juni 1979 in Ibbenbüren), wirkte als Lehrer an der Rektoratsschule und später am Goethe-Gymnasium sowie als Heimatforscher; Verfasser mehrerer grundlegender Bücher zur Stadtgeschichte, in Ibbenbüren verstorben
- Erich Stoffers (* 1930 in Bergen auf Rügen), Organist und Komponist, langjähriger Organist der Christuskirche[52]